# Budapest trolibuszvonal-hálózata
Budapest trolibuszvonal-hálózata a magyar főváros trolibuszvonalainak összessége. Az első trolibuszjárat 1933. december 16-án indult el Óbudán, a Vörösvári út és az Óbudai temető között 7-es jelzéssel. A viszonylatot üzemeltető BSZKRT három trolibuszt bérelt, majd vásárolt a vonalra, kettőt a Ganztól, a harmadikat pedig a MÁVAG-tól. Az 1936-ban T-re keresztelt viszonylat közel 11 éven át közlekedett a 2,7 km hosszú útvonalon, utoljára 1944. szeptember 21-én.
A pesti hálózat első, Király utcai vonalát 1949. december 21-én nyitották meg. A trolibuszjárat Sztálin születésének 70. évfordulóján indult, jelzése is a szovjet vezető iránti tiszteletből fakad, bár valójában nem ezen a napon, és egy évvel korábban született, azonban a hatalomra jutását követően ezt a dátumot tekintették hivatalosnak, ezért indították el 70-es számmal a viszonylatot. Ezt követően az 1950-es években szinte minden évben indultak új járatok, amivel párhuzamosan egyre több új járművet is vásárolt a hálózat üzemeltetője, a Fővárosi Villamosvasút: a szovjet trolik mellett már 1952-ben megjelentek a magyar gyártmányúak is, az Ikarus jóvoltából. 1962-ben önálló telephelyet kaptak a trolibuszok a Zách utca–Salgótarjáni út–Pongrác út által határolt területen (Kőbányai garázs).
Az 1960-as években döntés született az addig kiépült trolibuszhálózat 1980 előtti felszámolásáról, azonban ezt a ’70-es években a környezetvédelem és az olajválság miatt felülvizsgálták és a trolibuszhálózat megtartásáról, illetve annak további fejlesztéséről határoztak. Ennek következtében az FVV 1968-ban létrejött jogutódja, a BKV új járműveket (ZiU–9, Ikarus 280T) szerzett be, új viszonylatokat létesített (74, 77, 80, 81, 82, 83), és fejlesztette a Pongrác úti telephelyet is.
Az 1980-as és ’90-es években (egy-egy Ikarus 260T és 411T kivételével) már csak ZiU–9-es, Ikarus 280T és Ikarus 435T típusú trolibuszok közlekedtek a főváros utcáin. A 2000-es években újabb kocsik érkeztek a BKV-hoz (Ikarus 412T, Ganz–Solaris Trollino 12B), majd 2011-ben a cég használt járműveket vásárolt a németországi Eberswaldéból (MAN NGE152), a maradék szovjet gyártmányú trolik leváltása érdekében. 2013-ban vezették be először a részleges önjáró üzemmódot menetrend szerinti viszonylaton, a 79-es Dózsa György út–Kárpát utca szakaszán. 2015-ben és 2019-ben ismét új járműveket vásárolt a BKV, ezek Škoda–Solaris Trollino 12 és Trollino 18 típusúak.
Napjainkban a vonalhálózat 13 alap- és 1 betétjáratból áll, amit a Budapesti Közlekedési Központ megrendelésére a Budapesti Közlekedési Zrt. üzemeltet. A járműveket a Trolibusz Divízió (ismertebb nevén Kőbányai garázs) adja ki.

## Története

### A fővárosi trolibusz megindulása

#### Az óbudai 7-es viszonylat (1933–1944)

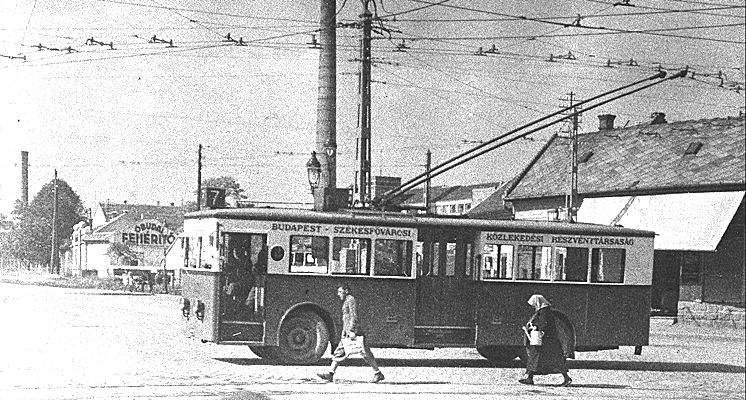
Ganz-kocsi a Vörösvári útnál (1934)

Az 1920-as évektől a Budapest Székesfővárosi Közlekedési Részvénytársaságot (BSZKRT) szerződés kötelezte öt villamosvonal megépítésére, ezek egyikét az óbudai Vörösvári út és a zsidó temető között tervezték. A magas költségek és a várható alacsony utasforgalom miatt halogatni kényszerült a projektet, így 1927-ben átmeneti megoldásként az omnibusz-közlekedést a SZAÜ autóbuszaival váltotta fel – elindult a 7-es busz. A buszközlekedés ellenére a főváros továbbra is szorgalmazta a BSZKRT-nál a szerződés szerinti villamosvonal megvalósítását, amihez 1929. április 4-én vonalbejárást tartottak a leendő villamosvonal helyén. A kivitelezési tervekkel kapcsolatban az Államépítészeti Hivatalnak több kifogása is támadt, végül az átdolgozott terveket 1930 júniusában küldte meg a BSZKRT, azzal a kiegészítéssel, hogy opcionálisan „sín nélküli autóbusz” is indulhatna helyette, fele akkora költségvetésből (a villamosberuházás ára 600 000 pengő lett volna). 1930 augusztusában Folkusházy Lajos budapesti alpolgármester Az Est című napilapnak megerősítette, hogy a BSZKRT az első trolibuszvonalat Óbudán kivitelezné.

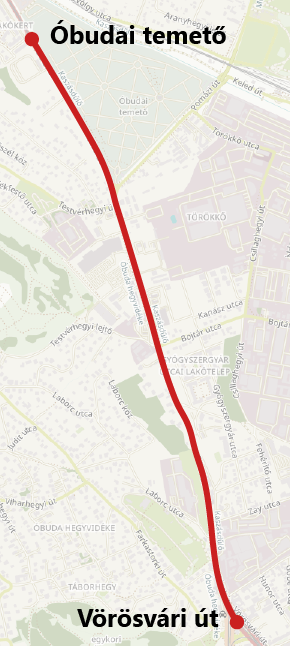
Az óbudai nyomvonal

1931 februárjában megkezdődtek a járműbeszerzéssel kapcsolatban a tárgyalások, hazai gyártó híján brit vállalatokkal. A Farkasvölgyi-féle Villamossági és Műszaki Rt. közvetítésével négy gyártó trolibuszait hozták volna tesztüzemre Budapestre, közülük három (a Ransomes, Sims and Jefferies; a Clough Smith és a Richard Garrett and Sons) megvételre ajánlotta egy-egy járművét, a magyarországi gyártás megkezdéséhez a műszaki rajzokat is átadta volna. Mindazonáltal csak negyedik fél, a Guy Motors nyújtott be – az előzetes javaslatának jelentős módosításával – tárgyalható ajánlatot, így októberre már három trolibusz leszállítását vállalta, viszont a magas bérleti díj és vételár mellett évente legalább húsz jármű legyártását szorgalmazta, a vételár huszadát pedig jutalékként az anyacég számára kötelesek lettek volna megfizetni. 1932 elején határozta el a BSZKRT a hazai gyártóktól történő beszerzést, erre először a Ganz, majd később az Állami Gépgyár (MÁVAG) jelentkezett.
1933. március 17-én a BSZKRT igazgatósága elfogadta a trolibusz terveit, majd augusztus 18-án Fabinyi Tihamér kereskedelemügyi minisztertől megkapta a vállalat az építési engedélyt is. A 2,7 km hosszú vonal munkálatait csak ősszel kezdhették meg, mivel az Államépítészeti Hivatal továbbra is ellenezte a felsővezeték-tartó oszlopok miatti útszűkítést, továbbá az alacsonyan kifeszítendő felsővezeték-rendszert (ezt a villamosokhoz hasonlóan 5500 mm magasságban húzták fel, míg a Hivatal a 8000 mm-es magasságot javasolta). November 3-án lezajlott a hatósági bejárás, először közlekedett próbajárat a vonalon. A tesztek során felmerült kisebb problémák miatt a 7-es troli felavatására csak azok kiküszöbölése után, december 16-án szombaton délelőtt került sor, rövid ünnepség keretében. Külön kiemelendő, hogy a járművek karbantartására és tárolására önálló részleget alakítottak ki az Óbuda villamoskocsiszínben, ami azért is fontos, mert az autóbuszoknak korábban – járművenként 20 km rezsimenettel – a Szent Domonkos utcai garázsból kellett kiállniuk. A nyomvonal mentén nem alakítottak ki váltót, szakaszszigetelést, a két végállomáson pedig egyszerű hurokban fordultak a trolik. A felsővezeték egyenfeszültsége a maival ellentétben 550V volt, a 600V csak 1945 után terjedt el. Félévnyi próbaüzemet követően a társaság megvásárolta az addig csak bérelt Ganz és MÁVAG-gyártmányú, „koporsó” néven gúnyolt trolibuszokat. 1936. február 21-én a viszonylat jelzése T-re módosult. 1937-ben a trolibusz 628 500 utast szállított. 1941-ben a járműveket jobb oldali közlekedésre alkalmassá alakították át, ez idő alatt pótlóbuszok közlekedtek a vonalon. Az óbudai troli végét egy 1944. szeptember 21-én bekövetkezett légitámadás jelentette, amelyben jelentős károkat szenvedett a vonal szerves része. Ekkor ismét autóbuszüzemet vezettek be, ami egészen karácsonyig működött, végül ez is megszűnt.

#### Tervek hálózat létesítésére (1930-as évek)
Az óbudai vonal terveivel párhuzamosan Bíró István vállalkozó azzal a szándékkal kereste meg a BSZKRT-ot, hogy Budapestről Pesthidegkúton keresztül Nagykovácsira, illetve Máriaremetén át Solymárra kíván trolibuszjáratokat létesíteni, azonban a tervet a társaság rögtön elvetette, ugyanis ellentmondott volna a korábbi, integráció felé tett lépésekkel, ha ismét magánvállalkozás kezébe került volna a hálózat bármelyik szeglete, és a fővároson kívüli szolgáltatás pénzügyileg sem volt vonzó a cégnek. Megemlítendő ugyanakkor, hogy több 1931-ben megjelent cikk szerint Bíró Kecskeméten is trolibuszüzemet kívánt létrehozni, ám törékvései ott is kudarcot vallottak. Egészen 1933 nyaráig vizsgálták a fővárosi kísérleti vonal helyszínét, ám a zuglói Telepes és Öv utcai nyomvonal, az Új köztemetőtől Rákoshegyig, esetleg Rákosligetig, távlati tervekben tovább Vecsés és Szemeretelep felé bővíthető viszonylatok, valamint a fogaskerekű Széchenyi-hegyi végállomása és az Erzsébet-kilátó közötti útszakaszra megálmodott trolibusz terveit a magas kivitelezési költségek miatt elvetették. Megbukott a Magyarság című napilapban megemlített Törökvész úti viszonylat ötlete is, végül az eredetileg tervezett Bécsi úti vonalra esett a választás.
Az 1935-ben elkészült üzemköltségi összehasonlító elemzés kijelentette, hogy évi 500 000 utasszám alatt autóbusz, 500 000 és egymillió között trolibusz, egymillió felett pedig villamos létesítése a leggazdaságosabb. A budai oldalon a hegyvidéki útvonalak többsége villamosközlekedésre alkalmatlan volt, azonban az ezeken az útvonalakon közlekedő autóbuszok motorja és sebességváltója gyorsabban használódott el, így elsősorban itt kívántak trolibuszt létesíteni – annak ellenére is, hogy bizonyos vonalakon nem volt meg a kívánt utasszám. Már 1938-ban elkészült egy kilenc viszonylat létesítéséről szóló terv is, azonban a második világháború egy évvel későbbi kitörése miatt a kivitelezésekre nem került sor. Az akkori tervezet az alábbi útvonalakkal számolt:
| Útvonal                                             | Hossz (km) | Összköltség (pengő) |
| --------------------------------------------------- | ---------- | ------------------- |
| Liget tér – Jászberényi út                          | 1,8        | 35 000              |
| Móricz Zsigmond körtér – Szabadság híd – Kálvin tér | 1,9        | 60 000              |
| Krúdy utca – Klauzál tér – Kossuth tér              | 4,0        | 114 000             |
| Orczy tér – Rottenbiller utca – Nyugati pályaudvar  | 4,0        | 162 000             |
| Orczy tér – Baross utca – Március 15. tér           | 3,0        | 100 000             |
| Keleti Károly utca – Rózsadomb – Margit körút       | 3,7        | 331 000             |
| Döbrentei tér – Farkasrét                           | 3,6        | 290 000             |
| Széna tér – Budakeszi                               | 8,7        | 665 000             |
| Gellérthegy – Naphegy                               | 3,6        | 360 000             |

### A pesti trolibuszhálózat kialakulása

#### Az első hálózatfejlesztési koncepció (1945–1962)
A fővárosi közlekedés 1944. december 25-én Budapest ostroma miatt teljesen leállt, majd egészen 1945 februárjáig szünetelt. A világháború jelentős pusztítást eredményezett, ezalatt a BSZKRT járműállományának jelentős része elpusztult, az infrastruktúra is nagyban károsodott. A villamosok és a HÉV-vonalak után júliusban megindultak az első autóbuszvonalak is, 1945 augusztusában már a trolibuszforgalom helyreállítását is szorgalmazta Millok Sándor, a BSZKRT igazgatóságának elnöke:
Nem kevésbé fontos a trolleybuszoknak a szerepe. Budapesten sajnos elhanyagolták a közlekedésnek ezt az ágát, amely külföldön nagymértékben elterjedt. Nálunk is megvan a létjogosultsága és igyekezni fogok illetékeseket csak úgy, mint a főváros közönségét meggyőzni arról, hogy a trolleybusz megfelelő és alkalmas közlekedési eszköz különösen olyan vonalakon, amelyeket a villamosvasút részére be kell érlelni. A jó közlekedési politika feladata ugyanis megvalósítani azt az elvet, hogy a megfelelő időben és helyen megfelelő jármű kerüljön alkalmazásba.
Rövidesen napvilágot láttak az első tervek is, 27 km vonalhosszon öt viszonylat indításával számoltak. A beszerezni kívánt, 45 darabosra tervezett flotta tárolását az akkor még csak építés alatt álló Kelenföldi autóbuszgarázsban oldották volna meg. 1946-ban az alábbi útvonalakon kívántak trolibuszt létesíteni:
| Útvonal (mai utcanevekkel) | Térkép     | Térkép |
| --- | ---------- | ------ |
| Zsigmond tér – Ürömi utca – Pusztaszeri út – Törökvész út – Csatárka út – Virág Benedek utca – Szépvölgyi út – Ürömi utca – Zsigmond tér | 1 (felül)  |        |
| Széna tér – Lövőház utca – Bimbó út – Alsó-Törökvész út – Vérhalom utca – Szemlőhegy utca – Rómer Flóris utca – Ankara utca – Margit híd | 1 (alul)   |        |
| Németvölgyi út – Hegyalja út – Erzsébet híd                                                                                              | 2 (balra)  |        |
| Krisztina tér – Lisznyai utca – Fenyő utca – Naphegy tér – Dezső utca – Sánc utca – Szirtes út – Kelenhegyi út – Szent Gellért tér       | 2 (jobbra) |        |
| Budakeszi – Budakeszi út – Szépilona | 3          |        |
| |            |        |

A következő években gyakori téma volt a harmincas években is felmerült, majd újonnan tervbe vett rózsadombi viszonylat kérdése. Egy 1946. szeptemberi újságcikkben fellelhető, hogy a BSZKRT javaslatot nyújtott be a Keleti Károly utca és a Vérhalom tér közötti vonalszakaszon trolibuszüzem kiépítésére. A tervezetet a Fővárosi Közmunkák Tanácsa városképi gondokra hivatkozva a november 8-án tartott ülésen elutasította, miszerint a vonali infrastruktúra rombolóhatású lenne a villanegyedben. Mindezek ellenére egy évvel később is napirendi téma volt a rózsadombi 11-es és 29-es busz kiváltása, ugyanúgy sikertelenül. A Világ című napilap 1947. május 29-ei számában megjelent hírek szerint trolibusz indítását tervezték a Soroksári út – Hungária körút – Váci út útvonalon, és a józsefvárosi Baross utcában is (későbbi 74-es), egy 1948. júniusi számuk szerint pedig a BSZKRT a Pálffy (ma Bem József) tértől az azóta elbontott Kossuth hídon át a bíróságokig (Markó utca környéke) tervezett trolibuszt bevezetni. 1948 második felében már a hegyvidéki autóbuszjáratok helyett a belvárosi szűk utcákban közlekedő villamosok kiváltására fókuszáltak, ebből kifolyólag a budai vonalak tervét elvetették. A háború miatt meghiúsult pesti rakparti villamosvonal tervét újra elővették, ám már trolibuszként akarták megvalósítani a Boráros tér és a Margit híd között, majd tovább a későbbi Árpád hídig hosszabbítva. Az év végére hirtelenjében felgyorsultak az események, októberben a magyar-szovjet kereskedelmi szerződés értelmében ötven MTB–82 típusú szovjet trolibuszt rendelt a BSZKRT. A Közlekedésfejlesztési Bizottság az 1949. május 11-ei ülésén véglegesítette az első pesti trolibusz útvonalát (Erzsébet királyné útja – Király utca – Nagymező utca – Kossuth Lajos tér), a párhuzamosan közlekedő 10-es villamos kiváltásának érdekében. Döntés született a Damjanich villamoskocsiszín trolibuszgarázzsá átépítéséről, a karbantartóbázis kialakításáról (Pálffy telep), illetve a felsővezeték típusáról is, ami a Szovjetunióban használt merev rendszerűvel ellentétben a svájci Kummler-Matter lengővezeték lett. A leendő járművezetők öthetes oktatása 1949 nyarán kezdődött el a Városliget – Lövölde tér vonalszakaszon az egykori óbudai járműveken – a lejárt üzemeltetési engedélyek megújítását követően. A november 7-re tervezett átadás technikai nehézségek és időjárási problémák miatt elmaradt, a következő ideológiailag fontos dátum Sztálin generalisszimusz születésének 70. évfordulója volt 1949. december 21-én (akkoriban a születési dátumaként 1879. december 21. volt köztudott), ennek tiszteletére indulhatott el ezen a napon a közlekedés a 70-esre keresztelt viszonylaton az elsőkörben lehívott huszonhat szovjet trolibusszal.
Szerdán délb[e]n a városligeti nagy körönd széles útján, egymás mögött sorakoztak fel a gyönyörű szovjet trolleybuszok, hogy Sztálin születésnapján elinduljanak első útjukra. […] A beszédek elhangzása után a megjelent közönséget meghívták ingyen körutazásra a trolleybuszokon. […] Pillanatok alatt megtelt mind a 25 kocsi az első, boldog, hivatalos „potyautasokkal”. […] Az útvonalon végig a járókelők lelkendezve üdvözölték a járműveket, melyek a magyar–szovjet barátság alkotóerejét, a szovjet ipar dicsőségét hirdetik és új, világvárosi színnel gazdagítják fővárosunk utcáit.

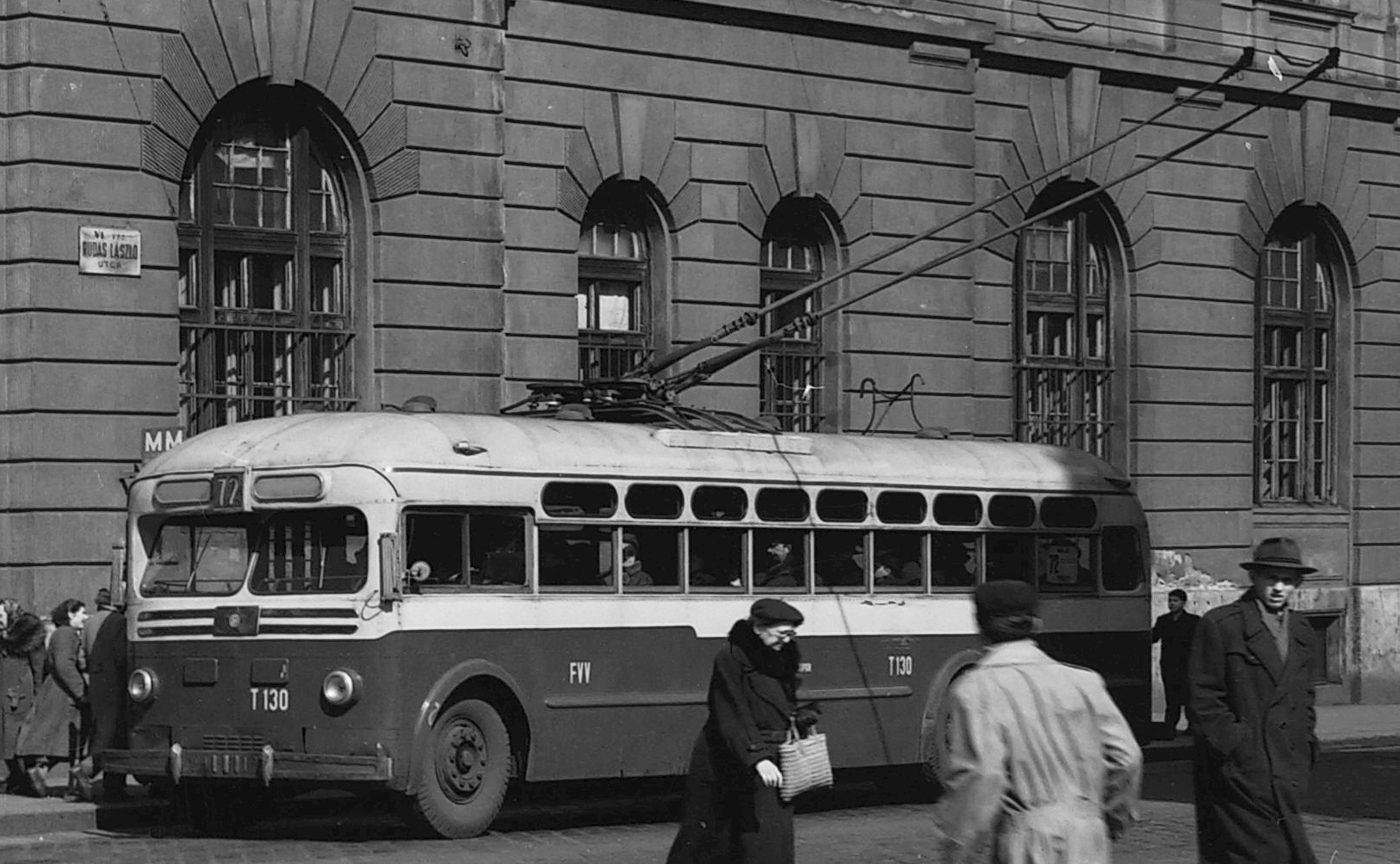
MTB–82-es troli 1956-ban, a 72-esen

A hálózatfejlesztés az átadást követően másfél évvel kezdődött meg, először a Kossuth Lajos tér és a Jászai Mari tér között épült ki új vonalszakasz, azonban a 70-es meghosszabbítása helyett új járat indítása mellett döntöttek 71-es számjelzéssel. A következő években a villamosközlekedés kiváltásával létrejött a Podmaniczky és az Izabella utcai vonalcsalád (72, 73, 76), aminek járatai a Nyugati és/vagy a Keleti pályaudvar irányába közlekedtek. 1953-ban az M2-es metróvonal építésével párhuzamosan elvetették az első ötéves tervben előirányzott, legfőképp metróra ráhordó járatok létesítését, közülük mindössze csak egy valósult meg: még ez év szeptemberében megindultak az építési munkálatok a józsefvárosi Baross utcában, hogy az év végén megindulhasson a forgalom a 74-es viszonylaton (a kezdetekben még autóbuszok beállításával). Az új fejlesztési terv az újonnan létesítendő trolibuszvonalakat városrészek gyűrűs összekötése végett és a meglévő villamosvonalak tehermentesítésének érdekében kívánta létrehozni. Ennek jegyében 1953 végén határozat született a Hungária körúti 75-ös viszonylat megépítéséről is, ezt 1954 szilveszterén adták át.

A Csepel–Pesterzsébet–Kispest–Kőbánya trolibusz útvonalterve (1954)

Bár látványosan fejlődött a trolihálózat, mégis több vonal csak terv szintjén maradt: a pesti üzem korai sikerét követően, 1950 elején napvilágot látott a csepeli Nefelejcs utcát a Gubacsi hídon át, Pesterzsébet, Kispest és Kőbánya érintésével az akkor még építés alatt álló Népstadionnal összekötő, később csak 78-asként hivatkozott 28 kilométer hosszú járat ötlete, aminek kivitelezését Budapest Főváros Tanácsa 1954-ben jóvá is hagyta. A második ötéves terv legnagyobb közlekedési beruházásaként 1956-ban kezdték volna meg az építését, azonban a Közlekedés- és Postaügyi Minisztérium álláspontja 1955 tavaszán megváltozott, Bebrits Lajos miniszter 1955. május 3-án kelt levelében a projekt felülvizsgálatát kezdeményezte a magas költségek miatt. A minisztérium szóvá tette, hogy indokolatlan és gazdaságilag csak nehezen megtérülő lenne ezen a nyomvonalon trolibuszjárat kiépítése, és hogy helyette érdemesebb lenne villamostarifájú autóbuszjárat bevezetése vagy tarifarendezéssel megoldani a 19-es (Csepel – Pesterzsébet) és a későbbiekben kőbányai meghosszabbítással kiváltandó 13-as busz (Ceglédi út – Mázsa tér) üzemeltetését. Az 1953-as javaslati csomagokban szerepelt továbbá még az M2-es metróvonal első szakaszának építéséhez kapcsolódóan a Baross utcai vonal Vigadó térig (földalattiig) hosszabbítása, továbbá a Népszínház utcai villamosokat felváltandó 79-es és a Március 15. tér – Rákóczi út – Bosnyák tér útvonalra tervezett 80-as viszonylatok létesítése is, amik mellett az Orczy tér – Keleti pályaudvar – Nyugati pályaudvar – Kossuth Lajos utca és a Népstadion – Dózsa György út – Újpest útvonalon is újabb járatokat kívántak indítani. Az 1954-es tervek között fellelhető a Baross utcai 74-es józsefvárosi meghosszabbításának ötlete a Vajda Péter utcán és a Könyves Kálmán körúton át a Népligetig.
Az 1956-os forradalom jelentős károkat okozott a hálózatban, közülük a Baross utcai 74-es és 77-es infrastruktúrája sérült meg legjobban. 1957 márciusára (a 71-es végleg megszüntetett önálló szakaszát leszámítva) helyreállították troliközlekedést. A szűk Szinyei Merse és Bethlen Gábor utcában a sorozatos közúti balesetekre hivatkozva a villamosközlekedést nem indították újra, helyette trolibusz építése mellett döntöttek. A villamosokat 1957 februárjában (az 1955–56 között Váci út – Alpár utca útvonalon üzemelt 78-as meghosszabbításaként) indított 79-es, májusban pedig a meghosszabbított 78-as (egykori 70A) váltotta fel. 1957 októberében a 72-es viszonylat betétjáratot kapott a Nyugati pályaudvartól a MÁV kórházig, a korábban felszabadult 71-es számmal. Az évtized végén felmerült a leromlott állapotú fogaskerekű kiváltása is trolibusszal, továbbá az üzem kiterjesztése Rózsadomb, Zugliget és Budakeszi felé.

#### A felszámolási tervezet (1963–1973)

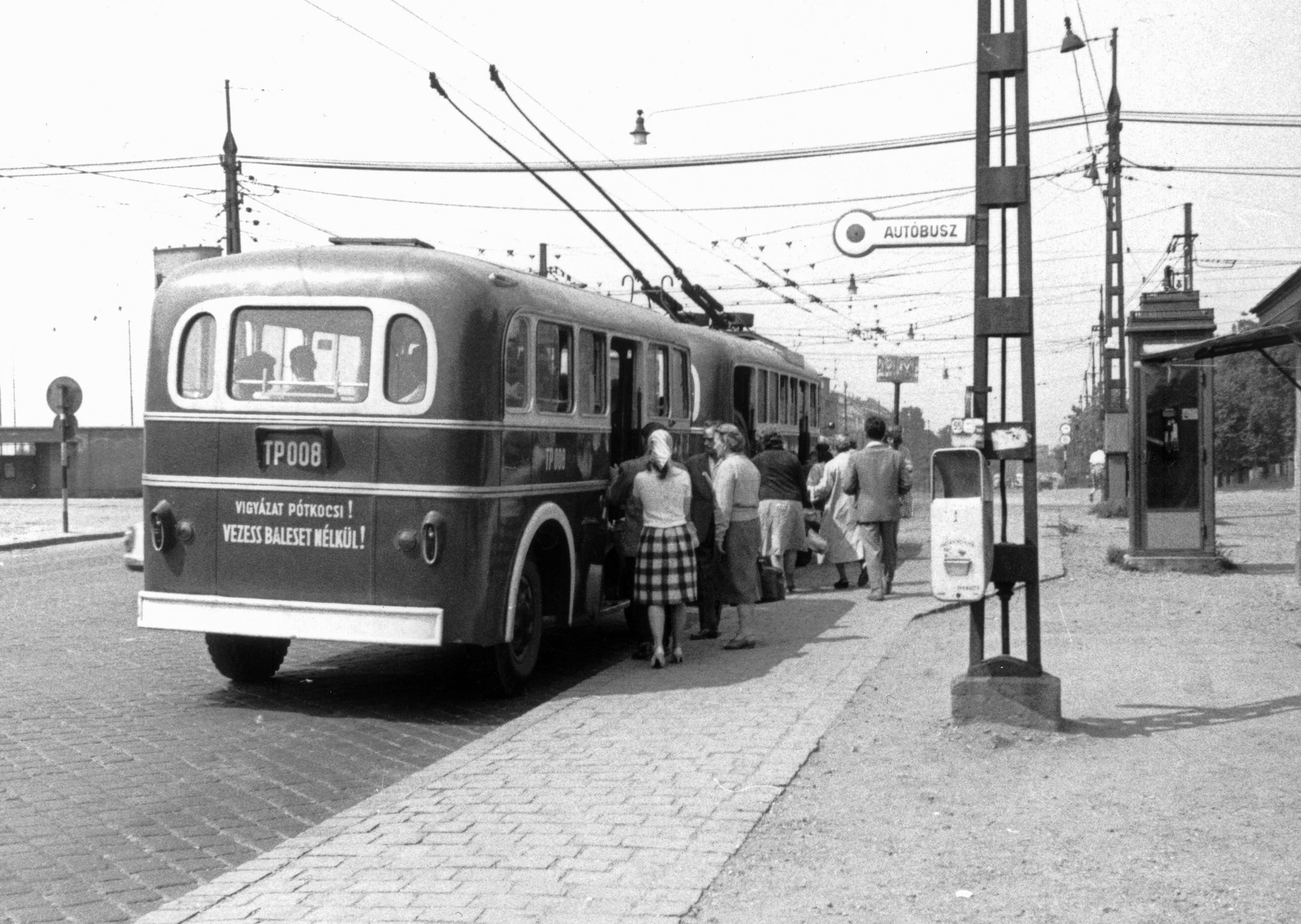
A pótkocsis üzem ellenére is zsúfolt maradt a 75-ös viszonylat (Hungária körút, 1962)

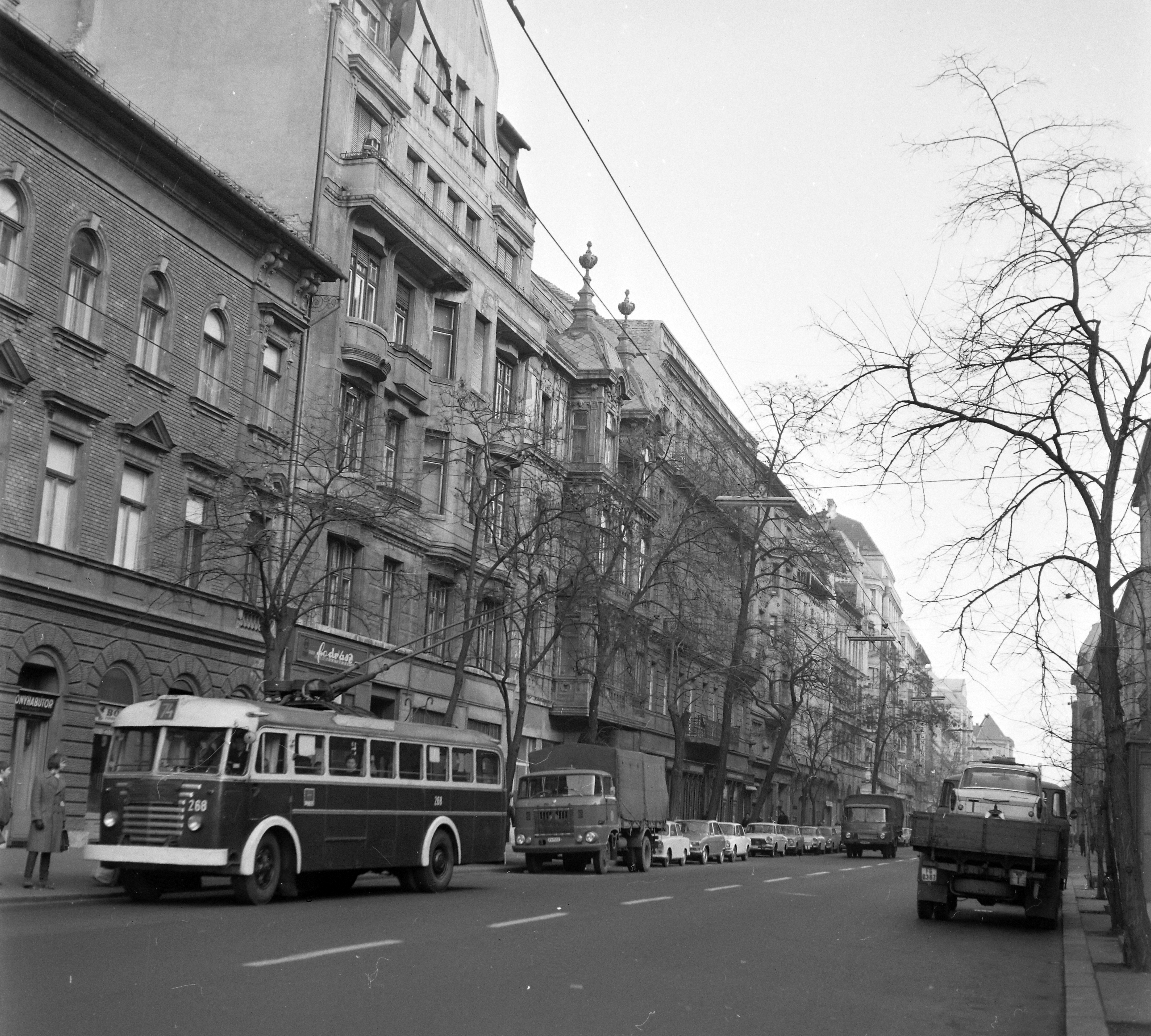
A bezárásnak csak a 74-es esett áldozatul

Az 1950-es és 1960-as években világszerte elterjedt az a szemlélet, miszerint a városi kötöttpályás közlekedési eszközök közül csak a földalatti és elővárosi vasutaknak van létjogosultsága, a kisebb forgalmú útvonalakon pedig – mint a leghatékonyabb és leggazdaságosabb közlekedési eszköz – az autóbuszok üzemeltetése a célszerű. Ennek hatása Magyarországon csak később, az 1960-as évek közepén jelentkezett, amikor ismét megindult az M2-es metró építése: habár a villamoshálózat teljes felszámolását nem tervezték, a trolibusz jövője már 1963-ban bizonytalanná vált. A Fővárosi Mérnöki Tervező Iroda (FŐMTI) ebben az évben elkészült tanulmánya szakmailag bebizonyította, hogy a korábbihoz képest gazdaságtalanabbá vált a trolibuszüzem, mivel az eddig előnyként feltüntetett nagyfokú gyorsulásra már képesek voltak az autóbuszok is, de a környezetvédelmi szempontokat nem vették figyelembe ebben az időszakban. Komoly probléma volt az is, hogy csuklós trolibuszok szállítását a troligyártással foglalkozó Szovjetunió és Csehszlovákia csak hosszú határidővel vállalta volna el. Az 1965-ös fővárosi közlekedésfejlesztési koncepció 100–100 szóló és csuklós autóbusz beszerzésével számolt 1966-ig a trolibuszvonalak felváltásának érdekében. Az FVV 1966-ban elkészült „Trolibuszviszonylatok járműszükségletének felülvizsgálata a III. 5 éves tervben” tanulmányában a közlekedési cég a hálózat 1970 utáni leépítését irányozta elő, azonban a Fővárosi Tanács Végrehajtó Bizottság Közlekedési Igazgatóságának 1967. február 10-én kelt levelében szakmai kifogásai támadtak a gazdasági számítások hiányában felülvizsgált járműszükséglettel kapcsolatban például a 72-es, a 75-ös vagy a 79-es vonal esetében. Ennek hatására az FVV elkészítette „A trolibuszüzem fenntartásának, illetve helyettesítésének komplex közlekedéspolitikai vizsgálata” című teljesen kidolgozott, ütemezett javaslati csomagját. A vizsgálatot 1967. május 30-án kezdték meg az összes érintett szakosztály bevonásával: a Közgazdasági Főosztálynak a trolibusz és az autóbusz költségeit kellett összehasonlítania, a Forgalmi Főosztálynak feladata a kocsielosztási terv kidolgozása volt (járműkiadás, járműtípus), a Műszaki Üzemeltetési Osztálynak a járműállapotot kellett felmérnie, míg a Műszaki Fejlesztési Osztálynak jutottak az üzemi sajátosságok, a távlati tervek és a lakossági és várospolitikai érdekek figyelembevételével kidolgozandó fejlesztési tervek. A vizsgálat befejeztével megállapították, hogy a trolibusz által biztosított kapacitást autóbusszal vagy villamossal lehetne kiváltani, a legproblémásabb helyzetűnek a 75-öst titulálták, ugyanis itt a vonal mindenképp legalább csuklós járművek vagy villamos közlekedtetését követelte. A Forgalmi Főosztály három változatot dolgozott ki a trolibuszüzem felváltására:
1. Az első tervezet szerint a belvárosi 70-es, 71-es, 73-as, 76-os és 78-as változatlanul közlekedtek volna a továbbiakban az épp beszerzés alatt álló ZiU–5 típusú trolibuszokkal, míg a 72-es, 75-ös és 79-es járatra csuklós trolikat szereztek volna be. A tervezet már számolt a Nyugati pályaudvarra érkező vasútvonalakat átívelő Hungária körúti felüljáró megépítésével, így a 75-ös járat Árpád hídhoz terelését javasolta. Ezzel hosszabb távon megmaradt volna a trolibuszüzem, annyi kivétellel, hogy a Baross utcai 74-est autóbusz váltotta volna fel.[71]
2. A második tervezet annyiban tért el, hogy eszerint csak a belvárosi vonalak maradtak volna meg, a 72-es, a 74-es és a 79-es helyett autóbusz, míg a 75-ös helyett – annak kiépültével – villamost indítottak volna. A 75-ös megszűnése miatt a Kőbányai garázshoz új garázsmeneti útvonalat alakítottak volna ki a Százados út – Kerepesi út – Verseny utca – Dózsa György út – Garay utca nyomvonalon.[71]
3. A harmadik változat a másodiktól annyiban különbözik, hogy a belvárosi vonalakat csak a ZiU–5-ös trolik esedékes selejtezéséig üzemeltették volna, illetve hogy a 75-ös helyére tervezett villamos kiépítéséig autóbusz közlekedett volna helyette.[71]

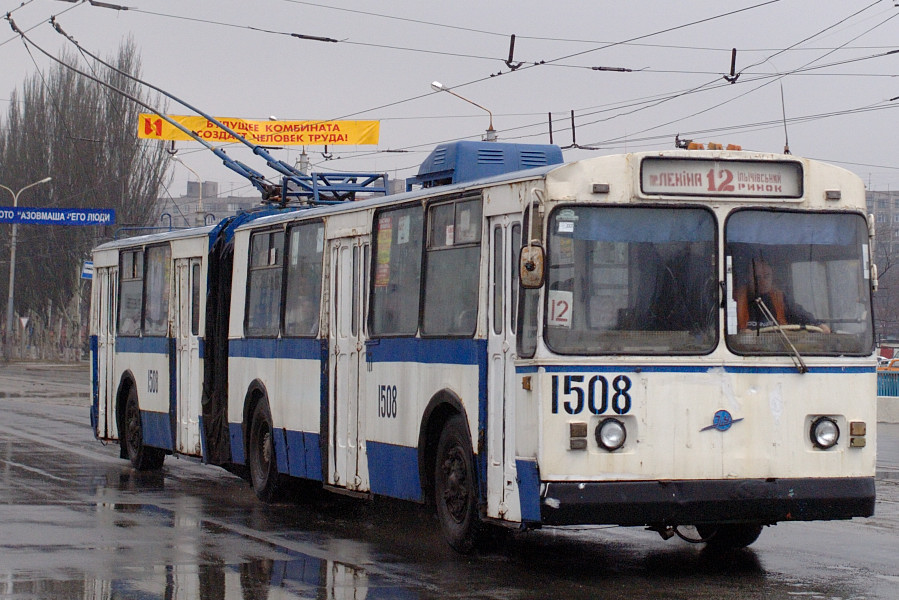
ZiU–10-es Ukrajnában, hasonló kocsik érkeztek volna Budapestre is a hetvenes években

A történet 1968. szeptember 25-én, a BKV és a Közlekedési Osztály által benyújtott „A budapesti trolibuszközlekedés problémái és javaslat azok megoldására” című tanulmányával folytatódott, ami szerint a Baross utcai 74-es helyett 1969-ben, a Hungária körúti 75-ösön pedig 1970-ben vezették volna be az autóbuszüzemet. A többi viszonylat (70, 71, 72, 73, 76, 78, 79) felszámolása a tervek szerint 1980-ig bezárólag történt volna meg. A megszüntetésekkel párhuzamosan az összes vonalon a villamosviteldíj (1 forint) helyett autóbusz-tarifát (1,50 forint) vezettek volna be, és a Pongrác úti troligarázst autóbusz-telephellyé építették volna át. 1971-ben ismertté vált, hogy az Urickij Gépgyár a ZiU–10-es típusú csuklós trolibuszát fejleszti, ennek hatására a BKV 1972 szeptemberében egyeztetett a Közlekedési Főigazgatósággal a csuklós Ikarus 60T-k 60 darabból álló csuklós szovjet trolikkal történő felváltásáról. A tervek szerint az első két prototípus – egy hagyományos elektromechanikus vezérlésű és egy tirisztoros – 1973-ban, a maradék 58 pedig 1975-ig érkezett volna meg, azonban a ZiU még a hazai piacot sem tudta kiszolgálni, így csak 1976–77-re tudták volna leszállítani a budapesti járműveket. Hiába vált nyilvánvalóvá a hálózat megtartásának szándéka, ennek ellenére a 74-es vonalat a Kálvin téri aluljáró és metróállomás építésével egyidejűleg 1973 decemberében mégis felszámolták, pótlására 9Y jelzéssel indítottak buszjáratot.

#### A második hálózatfejlesztési koncepció (1974–1983)

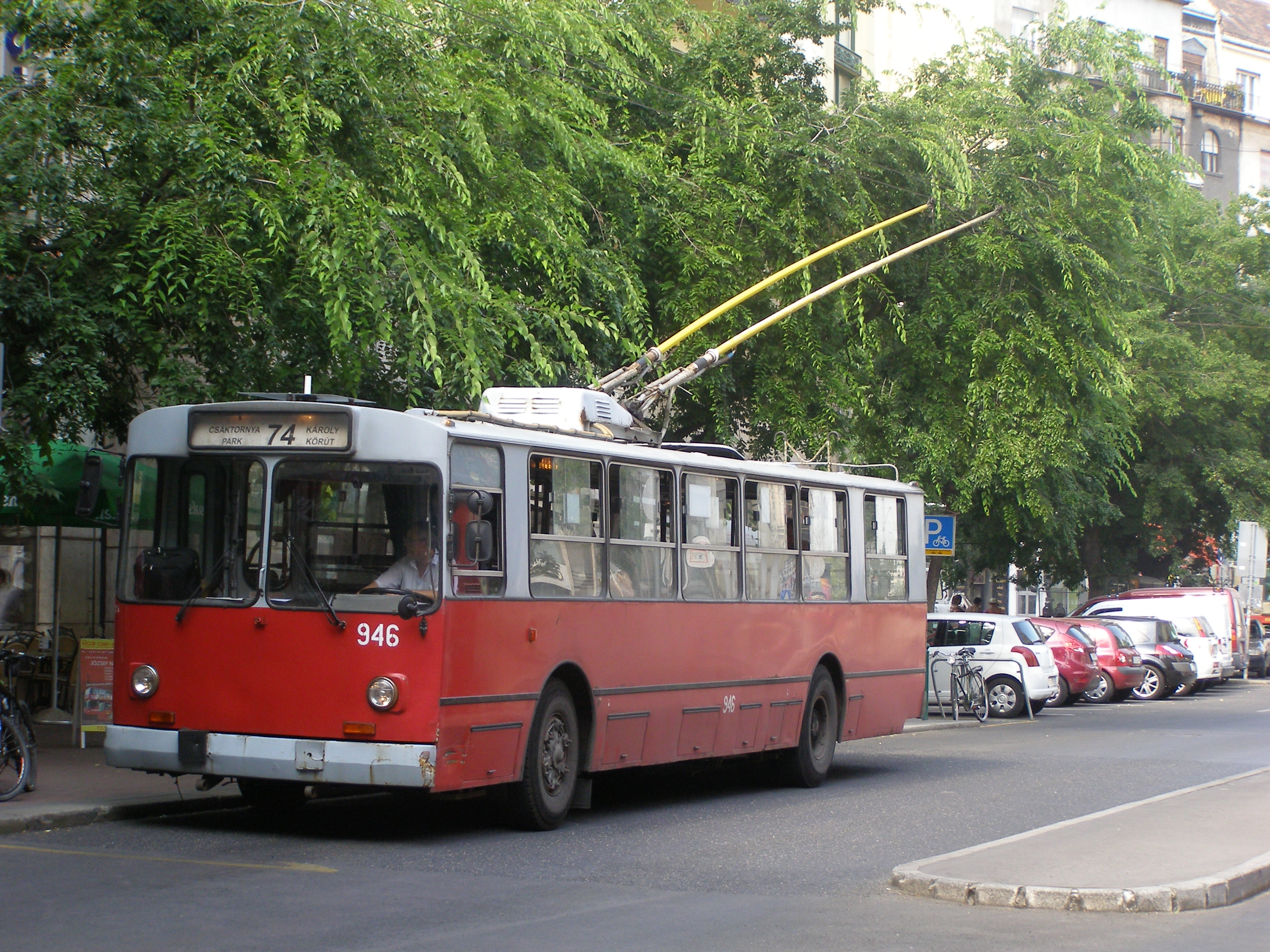
ZiU–9-es troli a Dohány utcában (2010)

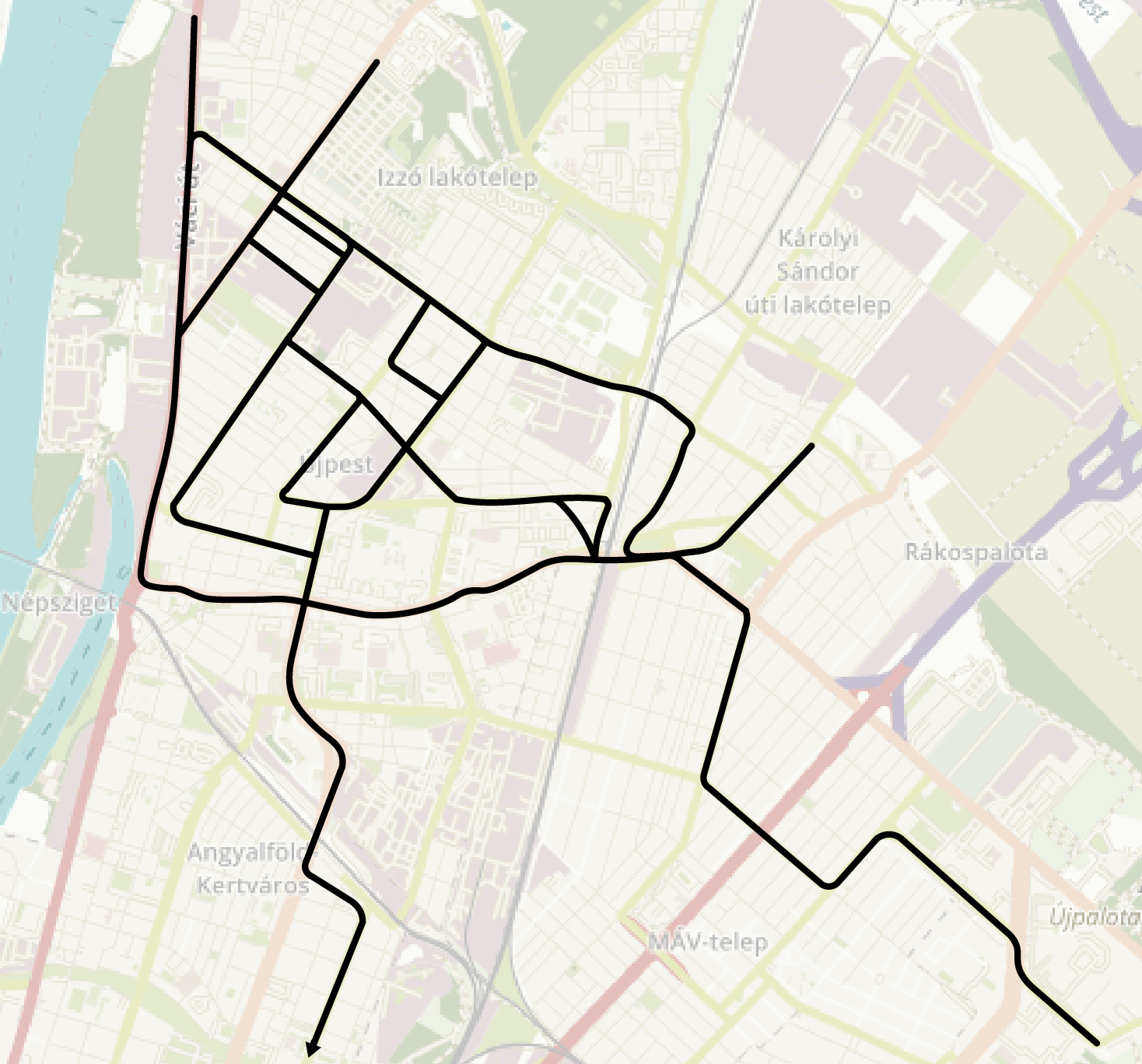
A felváltandó újpesti viszonylatok nyomvonala az 1976-os terv alapján

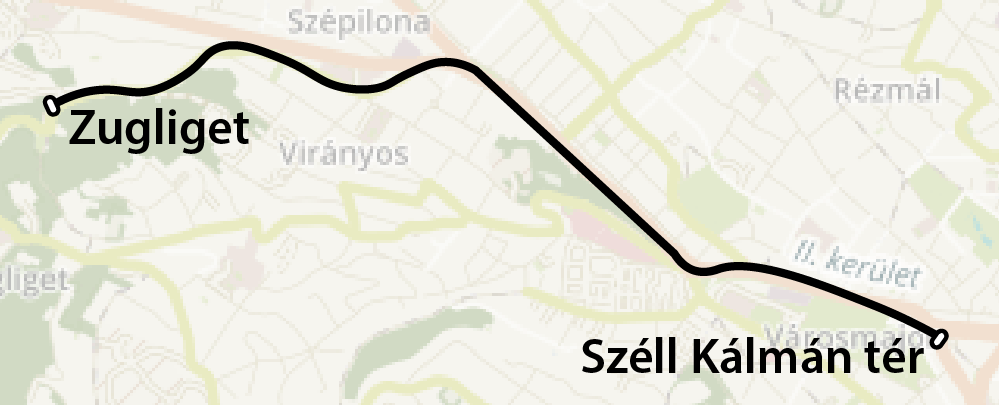
A Zugligetbe tervezett troli útvonala

1974 szeptemberében a BKV és a Közlekedési Főosztály ülésén – a környezetvédelem és az olajválság miatt – felülvizsgálták a felszámolásról szóló javaslatot, és a megszüntetés helyett a trolibuszközlekedés fenntartása és újabb vonalak megnyitása mellett döntöttek. Az ekkor felmerült javaslatcsomag szerint a villamosok közül az újlipótvárosi 15-öst, az óbudai, a budaörsi és a nagytétényi viszonylatokat váltották volna ki, ezek mellett a Belvárosban (15-ös busz), a Margit-szigeten (26-os busz) és a budai hegyvidéken az autóbuszok (11, 22, 91) helyett indítottak volna trolikat. A későbbiekben a dél-budai vonalcsoport tervét elvetették, viszont új vonalak kerültek napirendre: 1976-ban felmerült az újpesti hálózat ötlete, ami az akkori 20-as, 30-as, 47–47A, 96–96A buszjáratokat, illetve a 8-as és a 10-es villamost váltotta volna ki, de ez is csak terv maradt végül. A trolibuszhálózat második fejlődéséhez köthető az egykori zugligeti 58-as villamos megszűnése is, ami – mint meg nem valósult beruházás, – később jelentős visszhangot váltott ki: már az 1974-es javaslatcsomagba is bekerült, de végül csak két évvel később terjesztették elő a megépítését az 1978–80 közötti időszakra, ennek köszönhetően pedig a BKV hagyta a Széll Kálmán tér (majd végül csak Budagyöngye) és Zugliget között ingázó villamosjáratot leépülni. 1977 legelejére a villamospálya állapota már annyira leromlott, hogy a villamos a két héttel későbbi megszűnéséig megosztott útvonalon járt – a Szarvas Gábor utcánál átszállással. 1977. január 17-én villamospótlót indítottak helyette 58V jelzéssel, és bár a trolivonal megindulását 1982-re elhalasztották, a buszjáratot már 1980-ban véglegesítették, és a 158-as jelzést kapta. A tervek szerint a vonalon ZiU–9 típusú trolik közlekedtek volna, tárolásukat a Szépilona kocsiszínben oldották volna meg. Feltehetőleg az egyik ilyen kocsi a 972-es ZiU–9V volt, ami társaihoz képest nagyobb teljesítményű (110 helyett 150 kW-os) motort kapott, ráadásul a BKV a hegyvidéki vonalakra is ilyen trolikat kívánt beszerezni. Mindazonáltal a 972-es sose közlekedett a térségben, ellenben a 801-es kocsival, ami 1977 februárjában ólomakkumulátorok segítségével – utasok nélkül – megtette a Szépilona kocsiszín és Szépjuhászné állomás közötti távot a Budakeszi úton.
A rengeteg terv mellett megindult a második hálózatbővítés is: mint kiderült, a Kacsóh Pongrác úti felüljárón sem forgalmi, sem műszaki akadálya nem volt trolibusz létesítésének, így bevették a tervezetbe a Csáktornya park és a Károly körút közlekedő 74-es autóbusz leváltását is, amit 1977 áprilisában végre is hajtottak. Még ugyanebben az időben a 72-es trolibusz útvonalának Állatkerti körútra terelésével megszüntették a 25-ös villamospótlót. A legjelentősebb változás Zuglóban mutatkozott meg, amikor 1978 végén megkezdődött a négy vonalból (77, 80, 81, 82) álló hálózat kiépítése, ami követte azt az elgondolást is, miszerint lakótelepek belső forgalmát javasolt trolibuszokkal kiszolgálni.
1979-ben megindult a 19-es buszt (Baross tér – Csertő utca) felváltó 80-as troli, és a 131-es és 133-as lakótelepi körjáratokat pótló 81-es viszonylat. 1980-ban ismét két vonallal gazdagodott Zugló, ekkor indult el a 64-es villamost felváltó 82-es járat az Örs vezér tere és a Róna (akkor Lumumba) utca között a Füredi utcán, illetve megindult a 75-ös buszt felváltó 77-es troli is. Ezzel kialakult a mai zuglói trolihálózat nagy része, amit a 2000-es évek elejéig kisebb bővítések (74A Mexikói úti végállomása, 82-es Uzsoki Utcai Kórházig vezető szakasza) követtek.
Zugló mellett a belsőbb területeken is fejlesztették a trolibusz-közlekedést: az 1974-es javaslatok közül végül csak egyet valósítottak meg, amikor is 1978-ban a 15-ös villamost – pontosabban a helyette ekkor már hónapokon át közlekedő pótlóbuszt – a 79-es troli váltotta ki. 1981-ben a 72-est és a 73-ast az Arany János utca metróállomásig hosszabbították, 1983 óta pedig ismét közlekedik a Baross utcai trolibusz, de a 74-es helyett a 83-as számot viseli. Az ezt követő időszakra is tervezték trolibuszvonalak létesítését, például a zuglói hálózat kiterjesztését a 31-es busz integrálásával, vagy akár a 89-es teljes vonalára, illetve a 33-as busz Baross tér és Dráva utca közötti szakaszára tervezett viszonylat képében, azonban hiába álltak rendelkezésre ez utóbbi kettőnek a kiviteli tervei, anyaghiány miatt már nem tudták megvalósítani.

#### Hálózatfejlesztés a 21. században

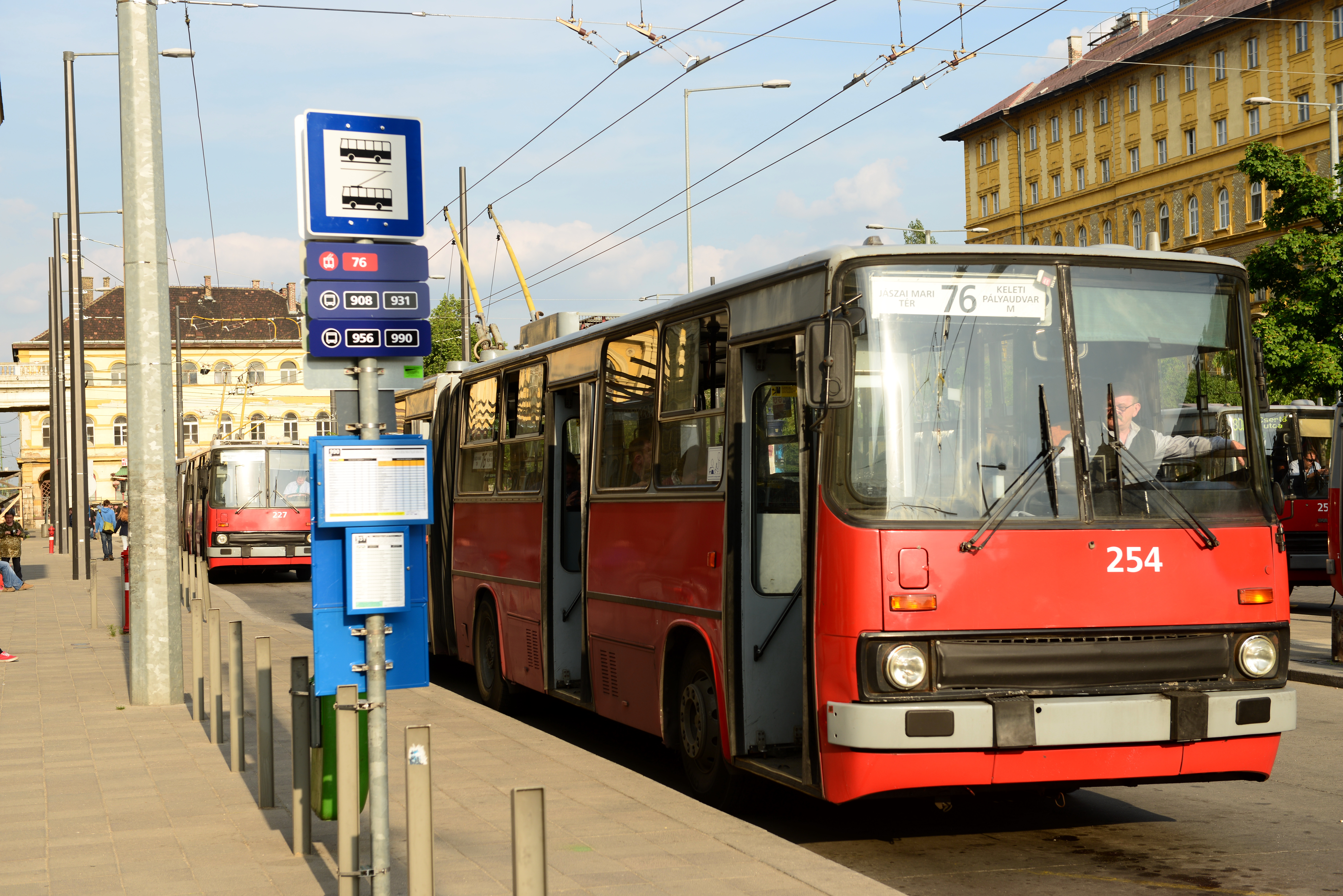
GVM-trolibuszok a Baross téri trolibuszterminálon 2014 májusában

Budapesten az 1980-as évek óta nem bővült jelentős mértékben a hálózat, új vonalszakasznak csak a 82-es 2002-es meghosszabbítása, illetve a 2014-es Baross téri végállomás-áthelyezések nevezhetőek. Ezzel szemben – egy rövid szakaszt leszámítva – az 1-es villamos meghosszabbításával párhuzamosan eltűntek a Hungária körútról a menetrend szerinti trolijáratok. A BKV 1998-ban, elsőként a buszjáratokon bevezetett BKV Plusz szolgáltatását a trolik közül mindössze csak három járat kapta meg: 1999-ben a 82-esen, 2001-ben a 72-esen, majd egy évre rá a 70-esen vezették be, ami annyit jelentett, hogy a követési idő helyett minden indulást külön feltüntettek a menetrendben és ezek pontosságát is garantálták, továbbá az elektromos jegykezelőkkel és belső kijelzőkkel felszerelt járműveket naponta többször is kitakarították, illetve dekoratívabb megállótáblákat helyeztek ki a nyomvonalon.
A 2008-as paraméterkönyv februárban kiszivárgott tervezete összességében közfelháborodást váltott ki az utazóközönség és a kerületi önkormányzatok részéről az előirányzott járatritkítások kapcsán. A korai tervek között szerepelt, azonban végül elvetésre került a 73-as viszonylat 72-essel és 76-os járattal történő kiváltása, illetve a 79-es vonalon a teljes körű autóbuszüzem bevezetése és a Hősök terét követően Angyalföld belső részén keresztül Gyöngyösi utcáig történő hosszabbítása is. A 2008 májusára elkészült végleges változat az előzőkhöz képest már kisebb mértékű ritkítást hirdetett meg, ütemes menetrendi kínálattal és egyéb hálózati fejlesztésekkel. Az egyeztetések folyamán elfogadást nyert a 75-ös és a 79-es újlipótvárosi végállomásának felcserélésére tett javaslat, miután a 75-ös jelentős sűrítése mellett döntött a közlekedési társaság. A fejlesztés további részeként a 80-as trolibusz Örs vezér teréig hosszabbításával a zuglói utasok színvonalasabb szolgáltatást kaptak a Csertő utcai átszálláskényszer megszüntetésével munkanapokon esténként és hétvégente.

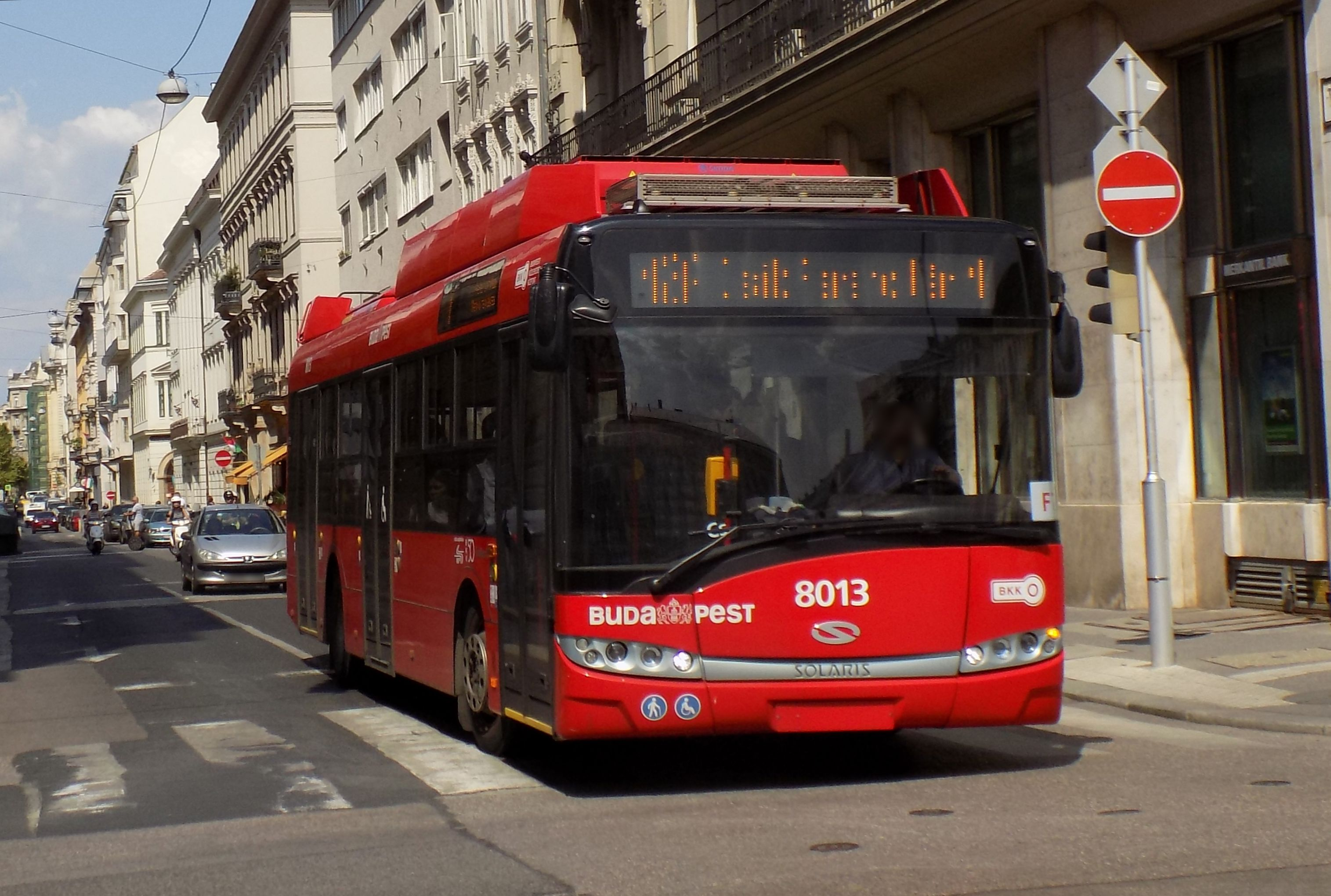
Önjáró üzemmódban közlekedő metrópótló trolibusz a Nádor utcában 2018 augusztusban

2013-ban az önjáró Ganz–Solaris troliknak köszönhetően lehetőség nyílt a 79-es trolibusz költséghatékony meghosszabbítására a Vizafogó lakótelep térségében, majd a 2015 után forgalomba állított Solaris–Škoda járművekkel tovább bővülhetett a hálózat: 2017-ben a 72-es Arany János utca és Szentkirályi utca közötti szakaszán kísérleti jelleggel szintén akkumulátoros üzemben közlekedtek a trolik. A Kossuth Lajos téri metróállomás 2018. augusztusi lezárása idején a BKV szintén trolibuszokkal bonyolította le a Deák Ferenc tértől közlekedő M2A metrópótló hétvégi forgalmát. 2018 novemberétől a szombati és a munkaszüneti napokon City jelzéssel trolibuszjárat közlekedett a Fővám tér és a Lehel tér között a 15-ös és a 115-ös busz sűrítése céljából, azonban a forgalmi tapasztalatokra és az utasvisszajelzésekre hivatkozva 2020 májusában megszüntették. 2020 szeptemberétől a 82-es trolibusz hétvégente az akkumulátoros üzem segítségével a Mexikói úti metróállomásig járt, azonban 2022 márciusától (kibővítve a rendszert a munkanapi időszakra is) azt új útvonalon érik el – ugyanekkor a viszonylat az Uzsoki Utcai Kórházig 82A jelzéssel betétjáratot is kapott. 2020 novemberétől az M3-as metróvonal középső szakaszának lezárása miatt módosult a környező felszíni vonalhálózat, emiatt a 72-es és 73-as troli minden nap a Deák Ferenc térig, a 72-es innen tovább az Orczy térig jár, a 79-es troli pedig a Kárpát utca helyett (szintén önjáró üzemmódban) egészen a Dagály utcai lakótelepig meghosszabbítva közlekedik. A 72-es, 73-as és 79-es trolik „M” kiegészítő jelzést kaptak a rekonstrukció idejére a viszonylatszámuk mellé, utalva alternatív metrópótló jellegükre. 2022 áprilisában a 73M viszonylat útvonala a Nyugati pályaudvarig rövidült, ekkor visszakapta régi jelzését is. 2022. szeptember 19-én a 83-as járatot a Diószeghy Sámuel utca – Elnök utca nyomvonalon önjáró üzemmódban Népligetig közlekedő 83M viszonylat váltotta fel. Ezen az útvonalon felsővezeték kiépítését tervezik, a szükséges engedélyeket ITM Vasúti Hatósági Főosztálya még 2020 elején fogadta el. 2023 márciusában – két állomás kivételével – befejeződött az M3-as metróvonal középső szakaszának felújítása, így a 72M, 79M és 83M viszonylatok visszakapták korábbi jelzésüket, valamint – a 73-as rövidítését is ideértve – a metrópótlás során bevezetett útvonaluk is állandósult.

##### Hálózatfejlesztési ötletek a 21. században
2011 januárjában médiafigyelmet kapott, hogy egy befektetőcsoport magántőkéből megépítené a budai trolihálózatot, többek között a Normafa, Svábhegy, Zugliget és Törökvész térségében, de még a Margit-szigetre is, ám végül nem valósult meg. A Budapesti Közlekedési Központ 2012-ben megjelent tanulmánya több ponton is vizsgálta a trolibusz-közlekedés fejlesztését, ami négy vonal meghosszabbítását indítványozta: a tanulmány szerint a 74-es és a 83-as troli a Deák Ferenc térig hosszabbodna (ez utóbbi Kőbánya alsó vasútállomásig is), a 77-es troli a Puskás Ferenc Stadion helyett a Thököly úton át a Keleti pályaudvarig közlekedne. Negyedikként (és egyetlen megvalósult tervként) a 82-es troli északi irányú bővítését tervezték.
A BKK 2030 előtti fejlesztései között szerepelt a trolibuszhálózat bővítése, ennek első lépésében 2024. augusztus 17-én a 75-ös viszonylat Kőbánya alsó vasútállomásig meghosszabbítva közlekedett, korábbi útvonalán 75A jelzéssel sűrítő betétjárat indult. A tesztüzem második ütemében, 2024. november 9-étől a 75-ös trolibusz a Hungária körút – Salgótarjáni utca – Pongrácz út – Kápolna utca útvonalon a Kápolna térig közlekedett. 2025 első felében újabb fejlesztések valósulnak meg az önjárásra képes járművek felhasználásával: a kőbányai meghosszabbítás újabb fázisában a 75-ös szerepét a Kerepesi út – Pongrácz út – Kápolna térig meghosszabbított 73-as váltja ki, ami egyúttal a belső szakaszán a Lehel téri metróállomáshoz is betér. A tanszüneti menetrend bevezetésével, június 21-én a 74A betétjárat a Mexikói úti végállomásától a Sárrét parkig jelenlegi útvonalán, tovább a Miskolci utca – Szugló utca – Vezér utca – Füredi utca – Örs vezér tere útvonalon új, harántirányú kapcsolatot létesítve meghosszabbodott és a 81-es viszonylatszámot vette fel. A korábbi 81-es viszonylat (mint a 80-as sűrítő betétjárata) megmaradt, csak a trolibuszok egységesen 80-as jelzéssel közlekednek a továbbiakban. A BKK 2025 végéig a Kós Károly sétány és az Állatkerti körút közötti felsővezeték kiépítésével a 82-es viszonylatot az Orczy térig tervezi meghosszabbítani, majd 2026-ra kiépülne a felsővezeték a 83-as Diószegi Sámuel utca – Elnök utca szakaszán, a kőbányai (tervekben 75-ös, jelenleg 73-as) trolibusz részére a Pongrác út folytatásában, illetve a 82-es számára a Róna utca és a Kassai tér között is, mellette pedig a 72-es útvonala a Kőbányai úton Kőbánya alsó vasútállomásig hosszabbodna. 2027-re tervezik a hálózat kiterjesztését Alsórákoson (ez részben a 2025-ben a 81-es indításával megvalósul), Kőbánya további részein, Óhegyen, Újhegyen, valamint Óbudán – a budai oldalon elsőként a 9-es busz helyett 90-es jelzéssel indítanának trolibuszjáratot. 2030-ig a BKK célja, a hálózat kiterjesztése a Rákóczi út–Thököly út tengelyen, Angyalföldön, Zuglóban és Újpalotán is. Az elképzelések szerint a hálózat hossza 2026 végére elérné a 190 kilométert, 2030-ra pedig a 325 kilométer hosszúra növekedne. A megvalósításhoz első körben a flotta 160 új járművel gyarapodna.

## Járműpark

### Jelenlegi járművek
Budapesten napjainkban hét trolibusztípus járművei közlekednek, közülük öt szóló, kettő csuklós járműtípus. A járműpark négyötödét a Solaris Trollinók teszik ki, a maradék Ikarus-gyártmány. A jelenlegi legrégebbi fővárosi trolibusztípus az Ikarus 280T, a kocsik még 1987–1989 között álltak forgalomba, azóta darabszámuk jelentősen lecsökkent, kivonásuk folyamatban van évek óta. 1994 óta pár év kihagyással már futott a fővárosban, de csak 2003-ban vásárolta meg az Ikarus gyár 411T típusú alacsony padlós prototípus trolibuszát a BKV. A 2000-es évektől kezdődően a járműpark már csak akadálymentes járművekkel gyarapodott, először az Ikarus 412T-kkel, majd a Ganz–Solaris Trollinókkal. 2014-re elkészültek a cég két Ikarus 412-es autóbuszából épített Ikarus 412GT típusú trolijai is. A járműállomány 2015-ben a Solaris–Škoda Trollinók harmadik generációs szóló és csuklós típusával bővült, 2019 őszén pedig a típus negyedik generációs első példányai is forgalomba álltak. A flotta utolsó példányai 2023 júniusában álltak forgalomba.
Utolsó frissítés időpontja: 2025. augusztus 20.
| Kép | Típus                                                                                     | Darabszám | Darabszám | Pályaszámok                   | Pályaszámok                                | Gyártási év      | Budapesten közlekedik | Viszonylatok                             |
| Kép | (szürkével a gyakrabban használt neve)                                                    | Eredeti   | Jelenlegi | Eredeti                       | Jelenlegi                                  | Gyártási év      | Budapesten közlekedik | Viszonylatok                             |
| --- | ----------------------------------------------------------------------------------------- | --------- | --------- | ----------------------------- | ------------------------------------------ | ---------------- | --------------------- | ---------------------------------------- |
|     | Ikarus–GVM 280.94T – Ikarus 280T –                                                        | 84 db     | 9 db      | 200–283 199 → 283             | 207, 229, 236–237, 239, 260, 266, 271, 275 | 1987–1989        | 1987 óta              | Alkalmanként vesz részt utasforgalomban. |
|     | Ikarus–Obus–Kiepe 411T – Ikarus 411T – ♿                                                 | 1 db      | 1 db      | 400                           | 400                                        | 1994             | 1994–1997, 2001 óta   | Alkalmanként vesz részt utasforgalomban. |
|     | Ikarus–Kiepe 412.81T – Ikarus 412T – ♿                                                   | 15 db     | 5 db      | 700–714                       | 705, 710–712, 714                          | 2002             | 2002 óta              | Alkalmanként vesz részt utasforgalomban. |
|     | Ganz–Solaris Trollino 12B Ganz–Škoda–Solaris Trollino 12B – Ganz–Solaris Trollino 12 – ♿ | 16 db     | 15 db     | 601–616 (+ 6 leendő: 621–626) | 601–609, 611–616                           | 2004, 2005, 2007 | 2004 óta              | 70, 77, 78                               |
|     | Solaris–Škoda Trollino 12 III – Solaris Trollino 12 III – ♿                              | 20 db     | 20 db     | 8000–8019                     | 8000–8019                                  | 2015             | 2015 óta              | 70, 73, 74, 76, 77, 78, 79, 81, 82, 83   |
|     | Solaris–Škoda Trollino 12 IV – Solaris Trollino 12 IV – ♿                                | 22 db     | 22 db     | 8100–8121                     | 8100–8121                                  | 2019, 2022–2023  | 2019 óta              | 70, 73, 74, 76, 77, 78, 79, 81, 82, 83   |
|     | Solaris–Škoda Trollino 18 III – Solaris Trollino 18 III – ♿                              | 16 db     | 16 db     | 9000–9015                     | 9000–9015                                  | 2015             | 2015 óta              | 70, 72, 75, 76, 77, 80, 82, 82A          |
|     | Solaris–Škoda Trollino 18 IV – Solaris Trollino 18 IV – ♿                                | 50 db     | 50 db     | 9100–9149                     | 9100–9149                                  | 2019–2023        | 2019 óta              | 70, 72, 75, 76, 77, 80, 82, 82A          |
|     | Ikarus–BKV 412.81GT – Ikarus 412GT – ♿                                                   | 2 db      | 1 db      | 720–721                       | 721                                        | 2014             | 2016 óta              | Alkalmanként vesz részt utasforgalomban. |

#### Ikarus–GVM 280.94T

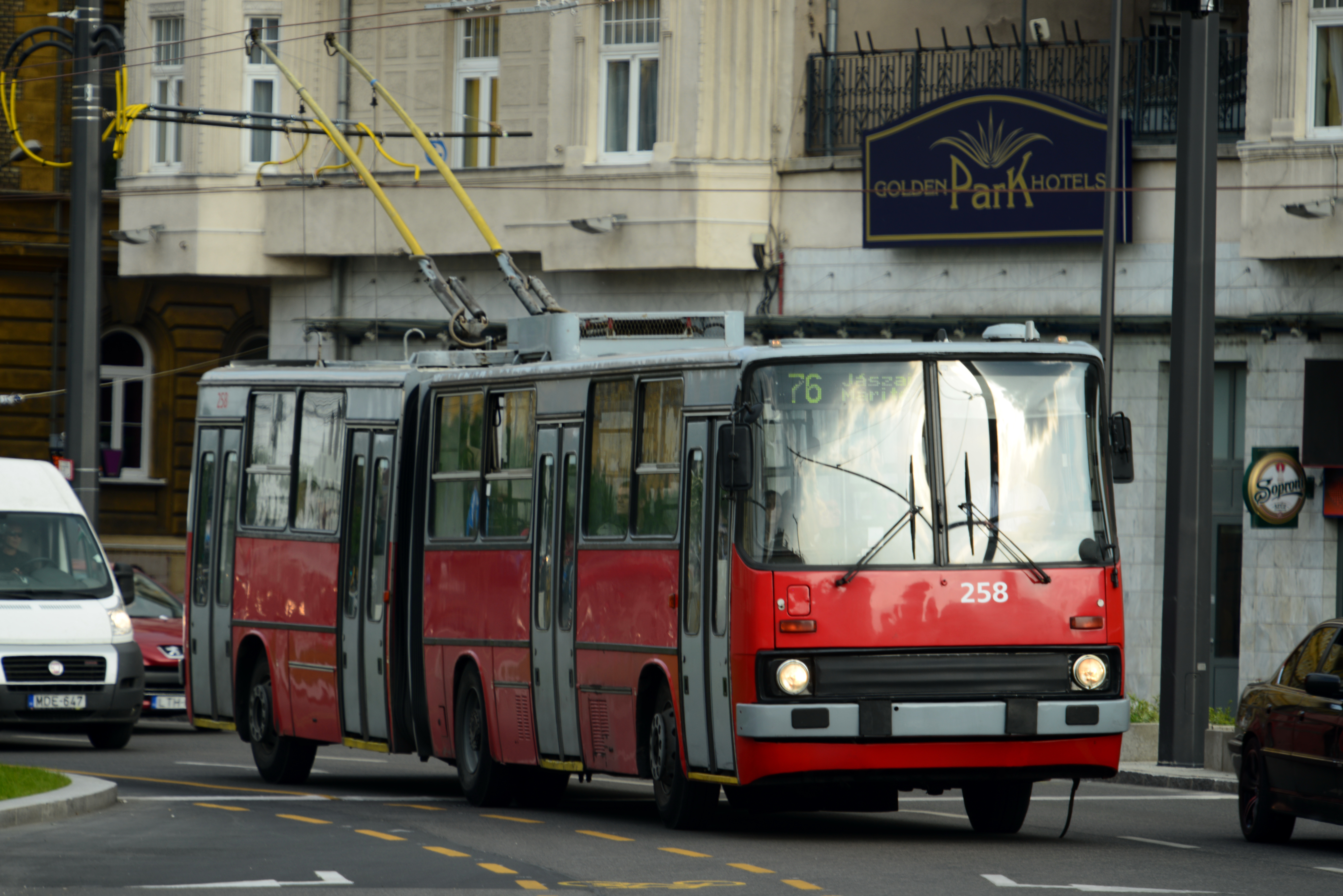
GVM-troli a 76-os vonalon (2014)

1987 és 1989 között a BKV 83 darab GVM-trolit vásárolt, amelyekkel a kiöregedett ZiU–9-es és 100-as sorozatú (Ikarus) trolikat kívánták leváltani. Az első hét trolibusz (200–206) még harmonikaajtós kivitellel, a többi (207–282) bolygóajtókkal érkezett (2003 óta az összes bolygóajtós). A későbbiekben további egy jármű csatlakozott a flottához: az 1980-as évek végén elkészült 199-es troli is GVM-elektronikát kapott és 283-asra számozták át. A kocsi 2014-ig vett részt a menetrend szerinti közlekedésben, ekkor nosztalgiajárművé (156) alakították át. A budapesti GVM-ek selejtezése több évtizedes szolgálat után, először 2014-ben kezdődött meg, 2024 augusztusában a 84 darabos állományból már csak 9 szolgál a fővárosi utcákon. A forgalomból kivont kocsik közül négy az ukrajnai Bila Cerkvába került, egyet pedig Eberswalde vásárolt meg, ahol nosztalgiajárműnek építették át. 2023 decembere és 2024 júniusa között az SZKT hat trolibuszt bérelt a BKV-tól futásalapú elszámolással, a SOR-tól vásárolt járművek kései szállítása okán.

#### Ikarus 411T

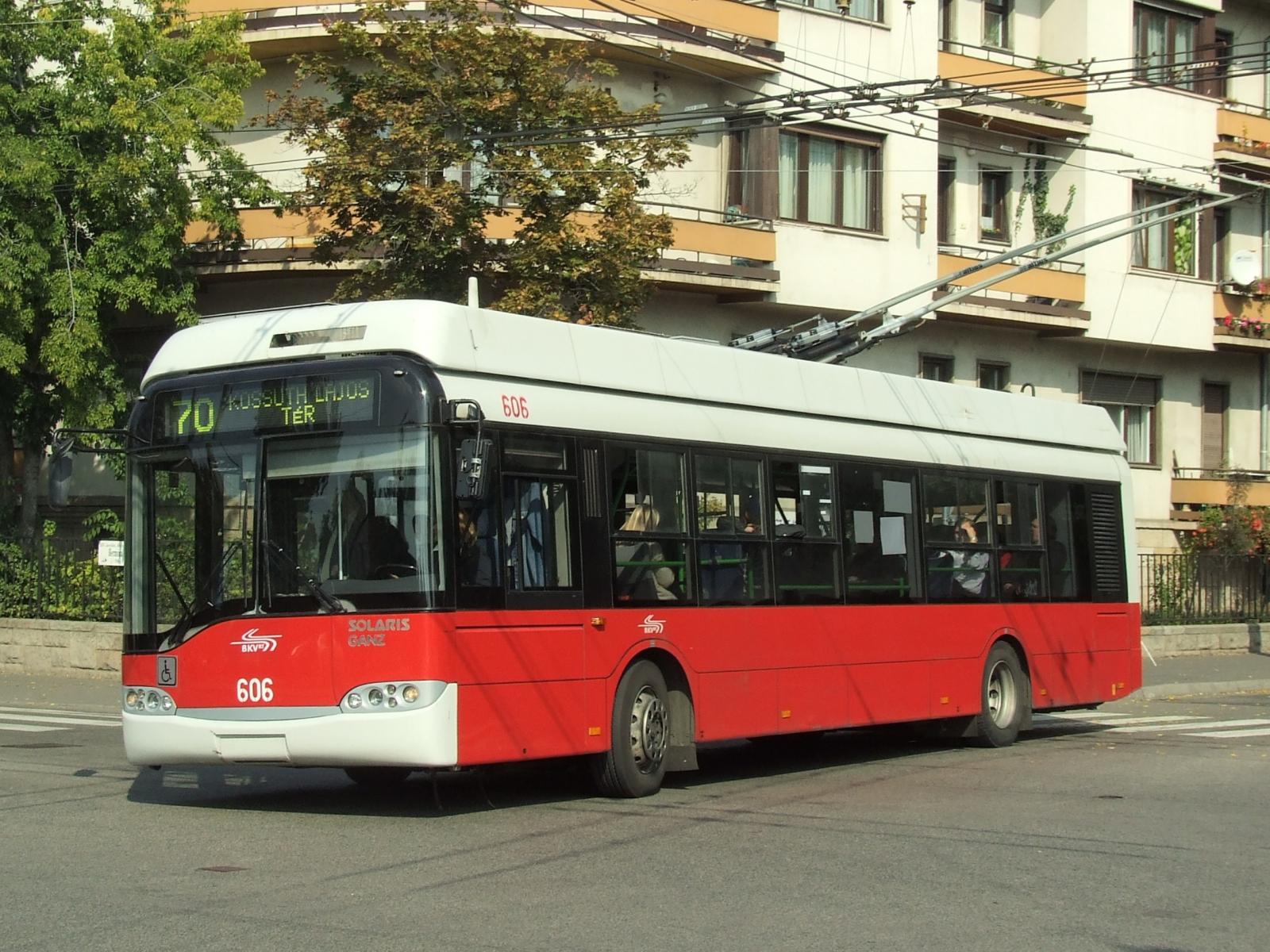
A 606-os troli (2008)

1994-ben készült el az első alacsony padlós magyar trolibusztípus, az Ikarus 411T. 1997-ig a budapesti viszonylatokon szolgált, itt kapta meg a 400-as pályaszámot, majd ezt követően Romániában és Szegeden közlekedett. 2001 februárjától ismét a budapesti flottát gyarapítja, 2003 elején pedig a BKV felvásárolta az Ikarustól a gyár késedelmes szállításai miatt felgyűlt kötbérből és megkapta a budapesti trolibuszokon az 1990-es évek óta alkalmazott vörös (RAL 3002) / fehér (RAL 9016) flottaszínt. 2019-ben visszakapta az egyedi narancssárga-zöld fényezését.

#### Ikarus 412T és 412GT
2001-ben a BKV pályázatot indított tizenöt alacsony padlós trolibusz vásárlására, aminek nyertese az Ikarus 412T típusú trolibusz lett. A fővárosi flottát 2002 májusában és júliusában állították forgalomba 700–714 pályaszámokon. Már a kezdetekben is váztörés jelentkezett több kocsin, emiatt az érintett járműveken garanciális javítást hajtottak végre. A 412T-khez külsőleg hasonlító 412GT-k két selejtezett 412-es autóbusz alapján készültek el 2014-ben: a kocsik két, szintén forgalomból kivont 280T típusú trolibusz villamos-berendezését kapták meg, és önjáró üzemmódra is képesek. 2016-ban kerültek az állományba és álltak forgalomba 720-as és 721-es pályaszámon. A járművek üzemkészsége rendkívül alacsony, pár hónap után huzamosabb ideig egyáltalán nem üzemelnek. 2023-ban a 720-as kocsit oktatójárművé sorolták át.

#### Ganz–Solaris Trollino 12
2004. január 14-én közbeszerzési eljárást írt ki a BKV Rt. 30, és opcionálisan további 15 darab alacsony padlós, aszinkronos hajtású szóló trolibusz beszerzésének céljából. Négy ajánlat érkezett a tenderre, a győztes – az Ikarusbus, a Szegedi Közlekedési Kft. és a Skoda ajánlatát elvetve – a Solaris és a Ganz–Transelektro koprodukciója lett. A kocsiszekrények a lengyel Solaris-gyárban készültek el, az elektromos-berendezéseket Magyarországon a Ganz–Transelektro szerelte be. Az első hat kocsit (601–606) Ganz–Solaris Trollino 12B típusjelzéssel 2005 tavaszán vette állományba a BKV. 2006-ban a Ganz–Transelektro csődbe ment, így a helyette létrejött Ganz-Skoda Rt. már csak tíz kocsit (607–616) készített el, ezek Ganz–Škoda–Solaris Trollino 12B típusjelölést kaptak és 2007 nyarán álltak forgalomba. A 2016-ban megindult felújítási sorozat keretében a kocsik arculatát a harmadik generációs Solaris–Škodákhoz igazították. 2023 júniusában a 610-es pályaszámú egy tűzeset során kiégett, majd selejtezték.

#### Solaris–Škoda Trollino 12 és 18
2013 júniusában a „Budapesti villamos- és trolibusz járműfejlesztés I. ütem” elnevezésű projekt részeként a Budapesti Közlekedési Központ (BKK) 14 darab szóló és 10 darab csuklós, önjáró üzemmódra is képes, és teljes hosszában alacsony padlós járműre írt ki közbeszerzési eljárást. Az eljárás eredménytelenül zárult le, így 2013 decemberében új tendert írtak ki. A nyertes végül a Solaris–Škoda koprodukciója lett, a főváros pedig az opcionálisan lehívható többletjárművek közül további tizenkettőt vásárolt, így összesen 20 szóló (8000–8019) és 16 csuklós (9000–9015), harmadik generációs Trollino 12 és 18 típusú trolibuszok érkeztek a fővárosba 2015 második felében. Teli vörös (RAL 3002) színük miatt a kocsik a „Ferrari” becenevet kapták. 2017. február 13. és 17. között a BKV leállította mind a 36 trolit a vezérlőszoftver meghibásodása miatt, ugyanis több troli ajtajai a járművezető beavatkozása nélkül – akár menet közben is – kinyíltak. Ekkor a BKV a kiesett járműparkot autóbuszokkal pótolta. 2019 szeptemberében forgalomba álltak az első negyedik generációs kocsik, a teljes flotta a 8100–8109 (szóló), illetve a 9100–9110 (csuklós) pályaszámokat viseli. 2020 júliusában 9111-es kocsiszámmal, majd 2021 októberében 9112-es és 9113-as számmal újabb járművek érkeztek, amiket a BKK a korábban beszerzett járművek késedelme kapcsán felgyülemlett kötbérből vásárolt meg. A városvezetés 2022-ben további tizenkét szóló és harminchat csuklós járművet rendelt meg, az utolsó kocsik 2023 nyarán álltak forgalomba.

### Egykori járművek
| Kép                                      | Típus                                                                       | Darabszám | Pályaszámok                      | Gyártási év | Budapesten közlekedett | Megjegyzés |
| Kép                                      | (zárójelben a gyakrabban használt neve)                                     | Darabszám | (előző pályaszám → új pályaszám) | Gyártási év | Budapesten közlekedett | Megjegyzés |
| ---------------------------------------- | --------------------------------------------------------------------------- | --------- | -------------------------------- | ----------- | ---------------------- | --- |
|                                          | Ganz trolibusz                                                              | 2 db      | T100 → T470, T471                | 1933 körül  | 1933–1944, 1953–1955   | Nem kapott külön típusjelzést. |
|                                          | MÁVAG–BBC trolibusz                                                         | 1 db      | T472 → T480                      | 1933 körül  | 1933–1944, 1953–1955   | Nem kapott külön típusjelzést. |
|                                          | MTB–82                                                                      | 53 db     | T100–T152                        | 1949–1952   | 1949–1967              | |
|                                          | Ikarus 60T                                                                  | 157 db    | szóló 60T: T200–T356,            | 1952–1956   | 1952–1975              | 54 darab csuklós járművé, 59 darab pedig pótkocsivá lett alakítva az 1960-as évek elején. |
| pótkocsi: TP000–TP054 → 900–954, 955–958 | Ikarus 60T                                                                  | 157 db    | 1960–1968                        | 1952–1956   |                        | 54 darab csuklós járművé, 59 darab pedig pótkocsivá lett alakítva az 1960-as évek elején. |
| csuklós 60T: 401–453                     | Ikarus 60T                                                                  | 157 db    | 1962–1976                        | 1952–1956   |                        | 54 darab csuklós járművé, 59 darab pedig pótkocsivá lett alakítva az 1960-as évek elején. |
|                                          | ZiU–5D – ZiU–5 –                                                            | 100 db    | 500–599                          | 1966–1969   | 1966–1982              | |
|                                          | Ikarus–BKV–ZiU 260.T1 – Ikarus 260T –                                       | 1 db      | 600                              | 1975        | 1975–1995              | Az eredeti hatszázas kocsit 2006-ban elbontották, a nosztalgiaállományt gyarapító 600-ast a DZE–801 forgalmi rendszámú buszból alakították ki. |
|                                          | ZiU–9B ZiU–9V – ZiU–9 –                                                     | 174 db    | 800–972                          | 1975–1984   | 1975–2012              | Az eredeti 887-es trolit leselejtezték, helyette a szegedi 9–138-as kocsi került Budapestre 887-es számmal. ZiU–9V típusjelzést csak a 972-es viselt, később ZiU–9B-vé építették át. 2013 óta a 927-es, 929-es és 938-as kocsik a belszolgálati járműállomány részét képzik, esetenként a 927-es nosztalgiajárműként megfordul az utasforgalomban is. |
|                                          | Ikarus–BKV–ZiU 280.T1 Ikarus–BKV–ZiU 280.91T – Ikarus–ZiU 280T –            | 79 db     | 100–178                          | 1975–1978   | 1975–1995              | 280.T1 típusjelzéssel csak a 100-as troli készült. Replikaként 2015 óta a 283-as GVM-troliból kialakított 156-os jármű a nosztalgiaállomány részét képzi. |
| Ikarus 284T                              | Ikarus 284T                                                                 | 1 db      | 198                              | 1984        | 1990–1998              | Utasforgalomban alig vett részt. |
|                                          | Ikarus–Obus–Kiepe–BKV 435.81F Ikarus–Obus–Kiepe–BKV 435.81M – Ikarus 435T – | 15 db     | 300–314                          | 1994–1996   | 1994–2023              | 2023 óta a 309-es kocsi az egyéb állomány részét képzi, utasforgalomban nem vesz részt. |
|                                          | ÖAF Gräf&Stift NGE152 M17 ÖAF Gräf&Stift NGE152 M18 – MAN NGE152 – ♿       | 15 db     | 350–364                          | 1993–1994   | 2012–2023              | 2023 óta a 359-es kocsi az egyéb állomány részét képzi, utasforgalomban nem vesz részt. |
| Ikarus 284T                              |                                                                             |           |                                  |             |                        | |

#### Az óbudai trolibuszok

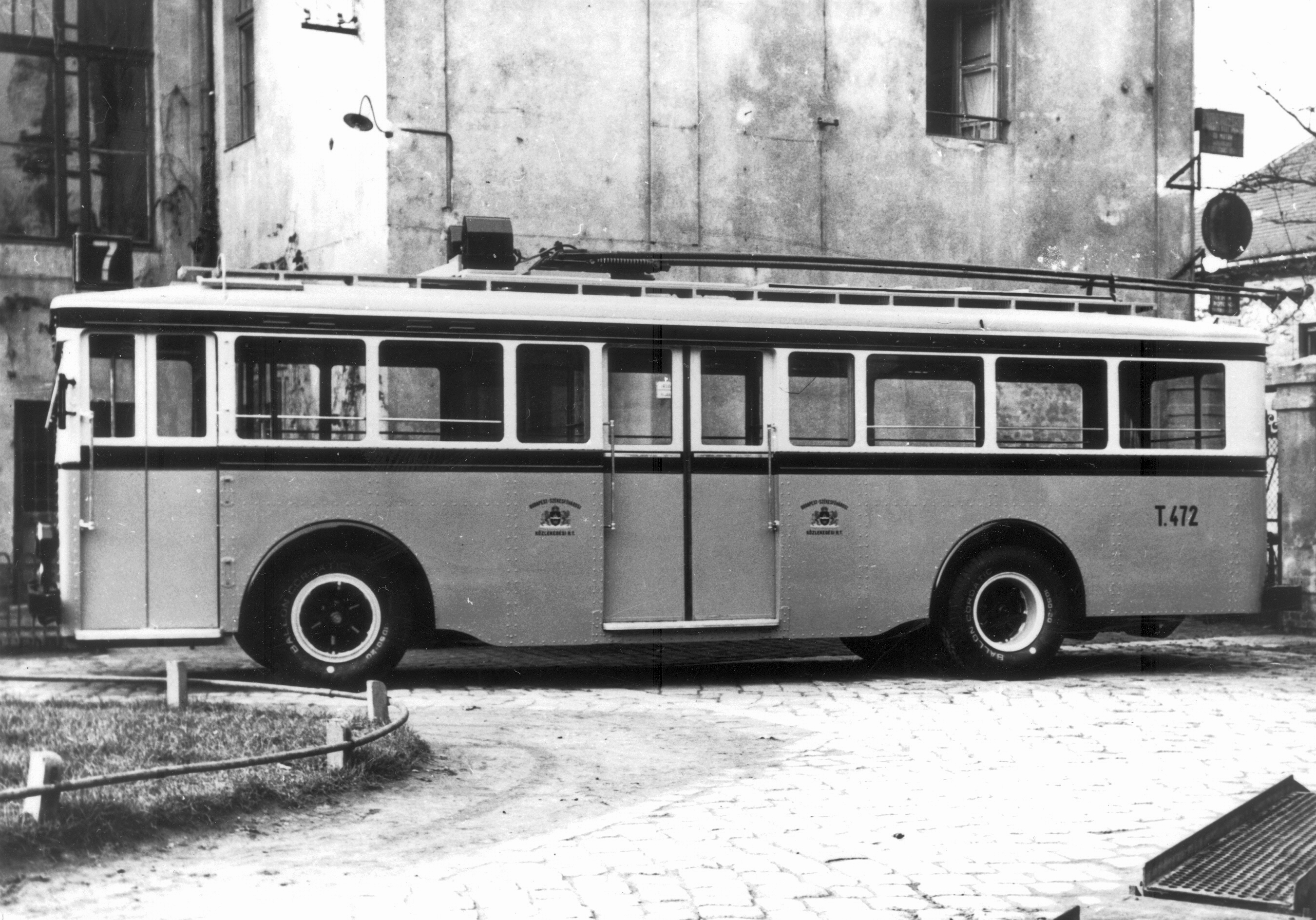
A MÁVAG trolibusz a gyári felvételen

Az óbudai 7-es vonalra összesen három trolibuszt szereztek be: kettőt (T470 és T471) a Ganz, a harmadikat (T472) pedig a MÁVAG gyártotta. A Ganz-trolik a brit A.E.C. autógyártó cég licence alapján épültek, a MÁVAG típusú pedig svájci Brown Boveri (BBC) villamos-berendezést, önműködő teleszkópos ajtókat és fűtést is kapott. A trolikat 1941 őszén jobb oldali közlekedéshez alkalmassá alakították, majd az óbudai viszonylat 1944-es megszűnése után trolibuszközlekedés hiányában félreállították a kocsikat. 1949 májusától (még a 70-es troli átadása előtt) a Városligetben oktatójárműként közlekedtek. 1953-tól menetrend szerinti forgalomban is részt vettek, ekkor valószínűleg bordó festést kaptak (a T471-es biztosan). 1955 januárjában a T470-est, majd decemberben a T471-est és a T480-ast is selejtezték, ezt követően szürke fényezéssel végállomási tartózkodóként funkcionáltak, végül 1959-ig mindhármat elbontották.

#### MTB–82

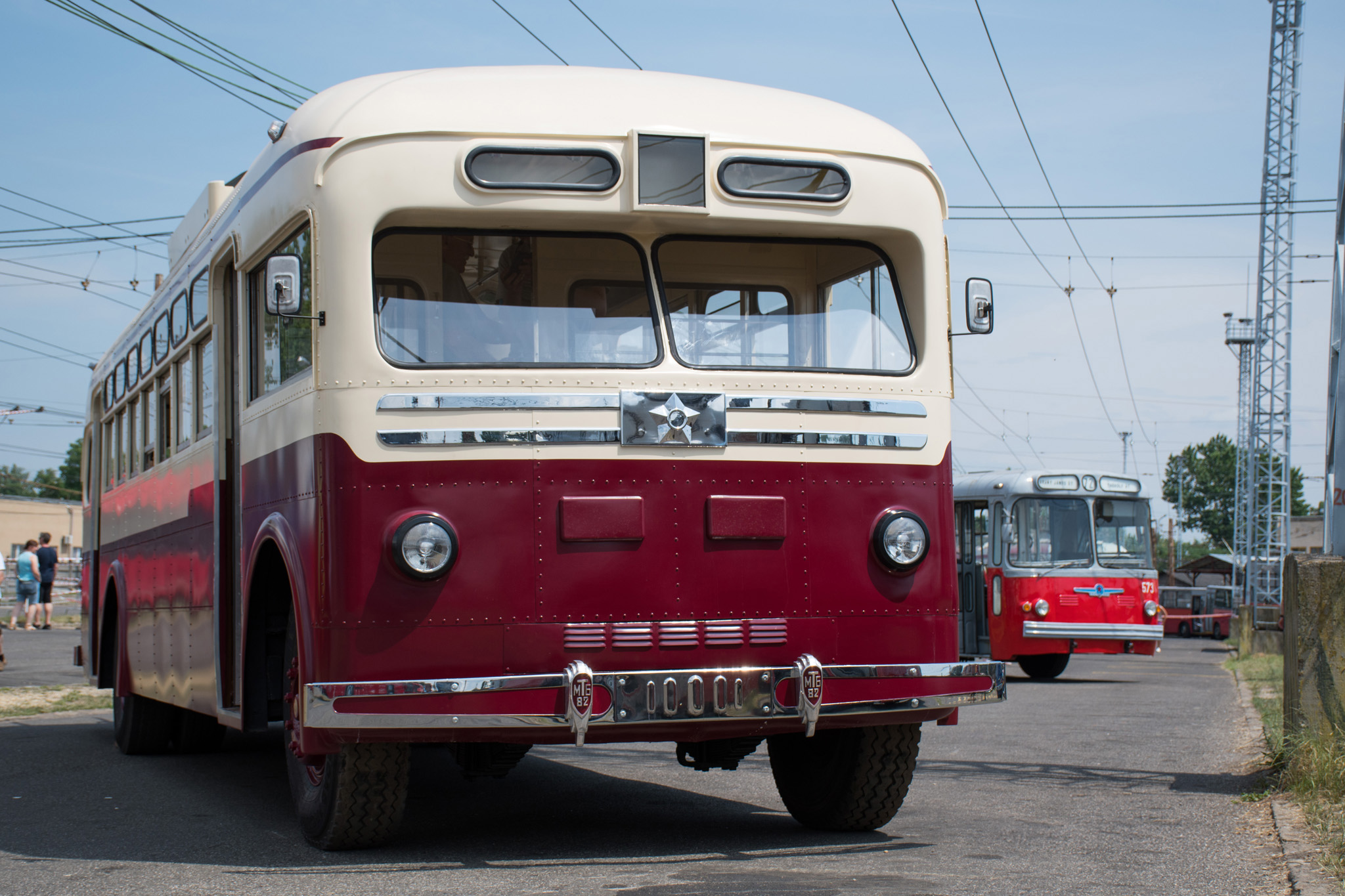
Nosztalgiajármű 2018-ban a Kőbányai garázsban

Az MTB–82 típusú trolibuszok 1949-ben álltak forgalomba a pesti trolihálózat első járműveiként. Első körben 26 darab érkezett belőlük, amelyekből 25 újonnan gyártott volt, a 26. pedig az 1949-es BNV-n volt kiállítva. A járművek a T100–T125 kocsiszámokat kapták. A trolibusztípus problémái már a kezdetekben megjelentek: a szervókormány hiánya miatt nehéz volt vezetni; szűk ajtók, kemény rugózás és kényelmetlen ülések jellemezték a típust. Ennek ellenére 1950-ben újabb kettő (T126–T127), majd 1952-ben további 25 (T128–T152) érkezett belőlük. Ez utóbbi széria a Moszkvai Repülőgépgyár helyett már az Urickij-gyárban készült, ott ahol a későbbi ZiU-trolik is. Az 1956-os forradalomban két jármű (T139 és T140) jelentős károkat szenvedett, ezeket 1957-ben törölték az állományból. Kísérleti jelleggel 1958-ban a 71-es vonalon bevezették az ülőkalauzi rendszert, emiatt öt járművet átalakítottak, ezeket kívülről a szélesebb ajtajaikról és az első ajtó melletti kisebb ablakról lehetett felismerni. A megmaradt kocsikat 1964 és 1967 között selejtezte az FVV: először 13-at, majd 18-at, ezt követően 14-et, végül pedig az utolsó 6-ot is kivonta a forgalomból – ezek a 79-es vonalon szolgáltak végnapjaikban.

#### Ikarus 60T

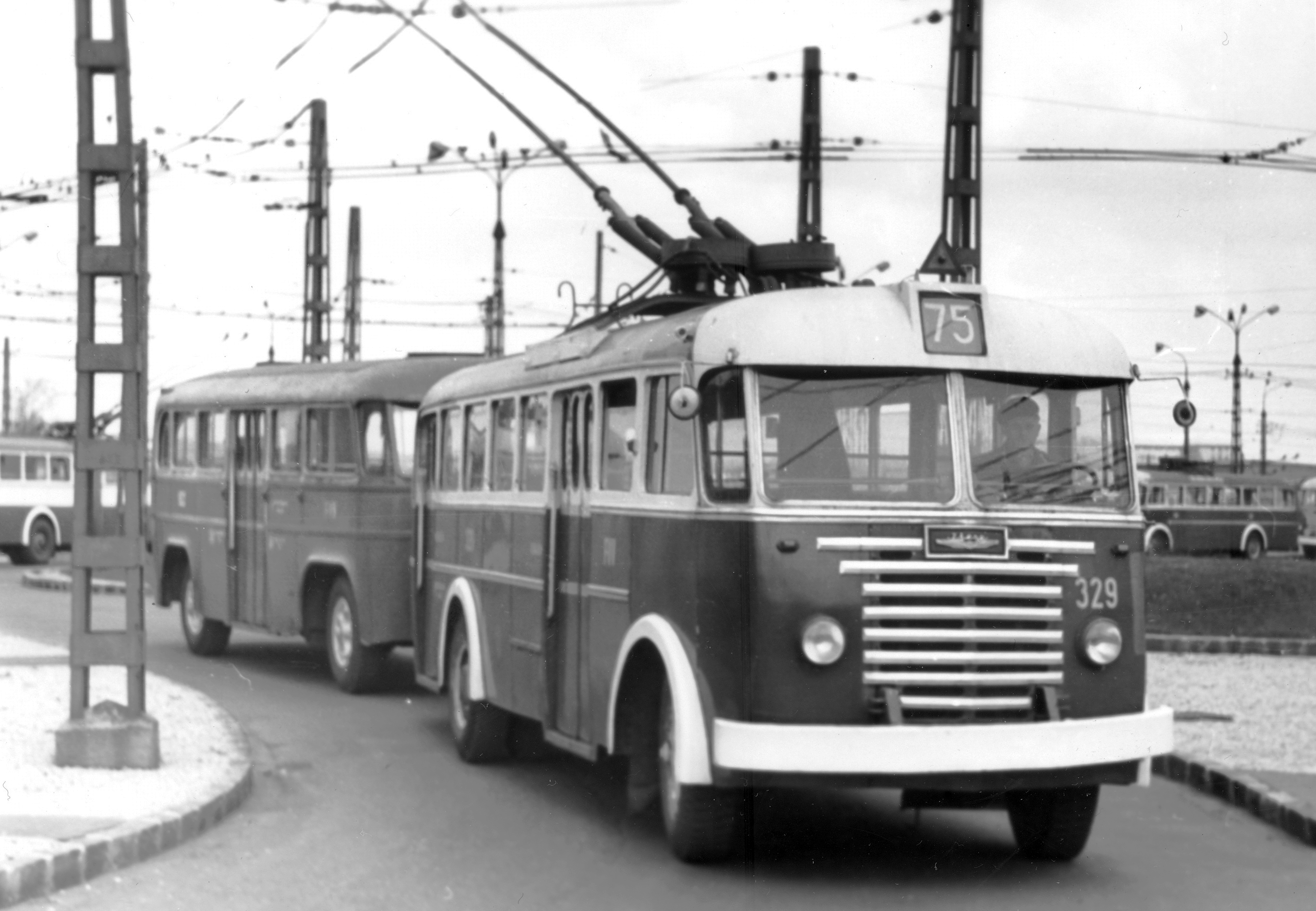
Pótkocsis troli a Pongrác úti telephelyen

Miután a Szovjetunió 1952 után nem vállalta a trolibuszok gyártását Magyarország számára, az FVV hazai partner után nézett: az eredmény egy 157 példányból álló flotta vásárlása lett az Ikarus gyár 60-as autóbuszának troliváltozatából. A járművek villamos-berendezésének tervezetét a Ganz (1953-tól Klement Gottwald) Villamossági Gyár készítette el az MTB–82-es kocsik alapján. Az első troli (T200) még szovjet motorral és menetkapcsolóval, a következő hét (T201–T207) pedig már magyar motorral, de még mindig szovjet menetkapcsolóval készült. A többi 149 trolibuszba (T208–T356) már teljes mértékben magyar alkatrészek kerültek. A szóló kocsik selejtezése 1967 és 1975 között, a ZiU–5-ös trolik állományba vételével párhuzamosan történt meg.

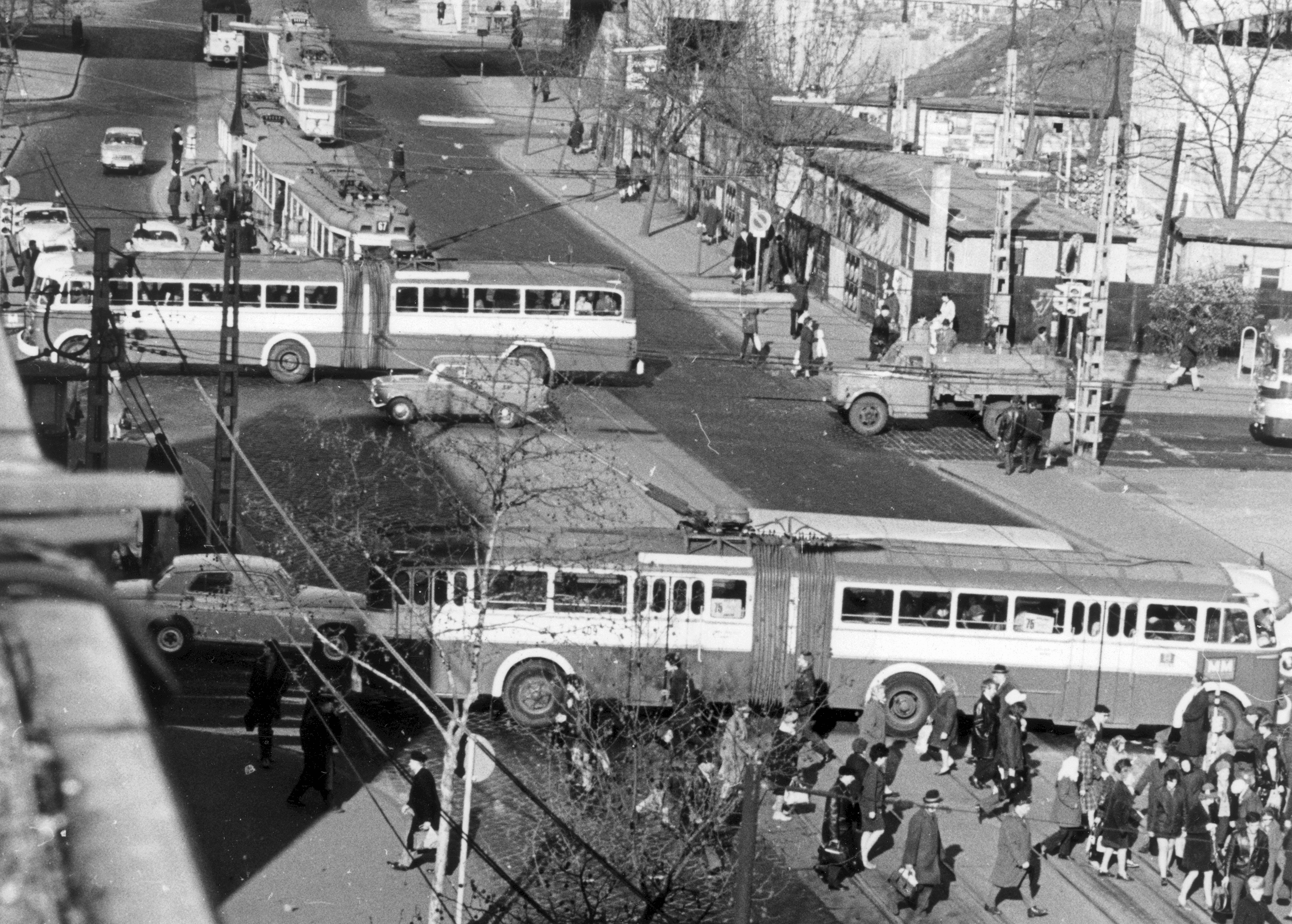
Csuklós Ikarus 60T-k a 75-ösön

1960-ban a szállítási kapacitás növelése érdekében az FVV 34 pótkocsit szerzett be a FAÜ-től, amik mellé 1963-ig további 25 pótkocsit gyártott a székesfehérvári Általános Mechanikai Gépgyár (ÁMG). A pótkocsis vontatáshoz 58 (azaz a pótkocsikhoz képest eggyel kevesebb) trolin megerősítették a alváz- és a vonószerkezetet, továbbá a távvezetés átvezérléséhez gyengeáramú csatlást és légfékvezetéket szereltek fel. Az első 55 pótkocsi még TP000–TP054 pályaszámmal állt forgalomba, ezek 1962-ben 900–954 pályaszámot kaptak, a maradék négyet (955–958) már eleve a 900-as csoportba sorolták be. A járművek a jellemzően a 75-ös viszonylaton, alkalmanként pedig a 79-es trolin szolgáltak 1968-ig, ekkor a pótkocsis üzem megszüntetése miatt az összeset leselejtezték.
Az 1961-es BNV-n bemutatták az első csuklós magyar trolit (400), a négytengelyű Ikarus 60T-t. A háromtengelyes csuklós 60T trolik gyártása 1962 és 1964 között zajlott, ezek 401–453 pályaszámon álltak forgalomba Budapesten. Érdekesség, hogy eredetileg a járművek több, különböző arculatot kaptak: eredetileg a 70-es és 78-as viszonylatokra a mályva-krémszínűek, a 73-asra a mályva-kék, a 74-esre pedig a zöldek kerültek, viszont a fényezési hibák különböző javítását az FVV nem tudta vállalni, így az 1960-as évek közepén visszatértek a bordó-vajszín arculathoz. A pótkocsis trolik kivonásával a járműveket a belvárosi vonalakról (70, 73, 78) a 75-ösre helyezték át. A csuklós 60T-ket az Ikarus 280T típusú trolik első szériájának beszerzésével törölte a BKV az állományából.

#### ZiU–5

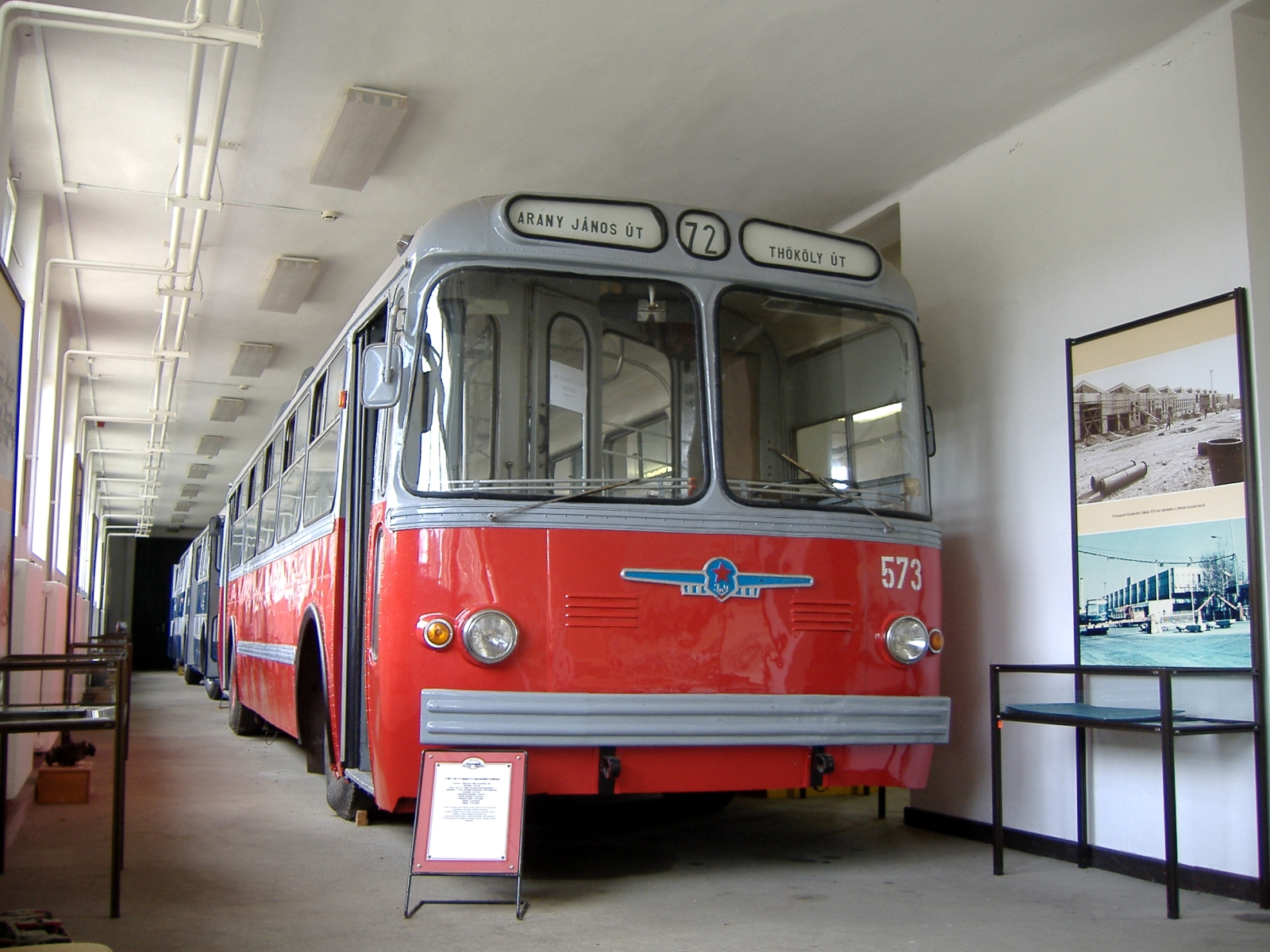
Az 573-as kocsi Szentendrén

1965-ben ismét sikerült megegyezni a Szovjetunióval trolibuszvásárlás kapcsán, így 1966 és 1969 között 100 darab ZiU–5D típusú trolibusz érkezett az FVV-hez, majd a jogutód BKV-hoz. A járművek 500–599-es pályaszámokkal álltak forgalomba, elsőként a 76-os viszonylaton. Újdonság volt a budapesti troliüzemben az automatikus menetkapcsoló és sűrített levegős szervókormány megjelenése, ez utóbbi szuszogó hangja miatt a típust Szuszinak becézték. Hátrányt jelentettek a kisméretű ajtók (lassú utascsere) és a vezetőfülke kialakítása, ugyanis jobbra nem lehetett kilátni. Ez utóbbi orvoslására az első ajtó szűkítésével kialakították a vezetőfülke jobb oldali ablakát, viszont ez még tovább lassította az utascserét. Érdekesség, hogy a ZiU–5-ös trolikra beosztott sofőrök (a kocsik műszaki problémáik miatt) magasabb fizetést kaptak a más típuson szolgáló társaiknál. A magyar fővárosban rövid ideig szolgáltak: selejtezésük már 1975-ben megkezdődött és 1982-ig be is fejeződött. A legtöbb troli villamos-berendezése az Ikarus 280T-k első szériájába és a prototípus Ikarus 260T-be került beépítésre. Az utolsó példányok már csak a 72-es vonalon szolgáltak. Az egyetlen megmaradt budapesti kocsit, az 573-ast a szentendrei Városi Tömegközlekedési Múzeumban állították ki.

#### Ikarus–ZiU 260T

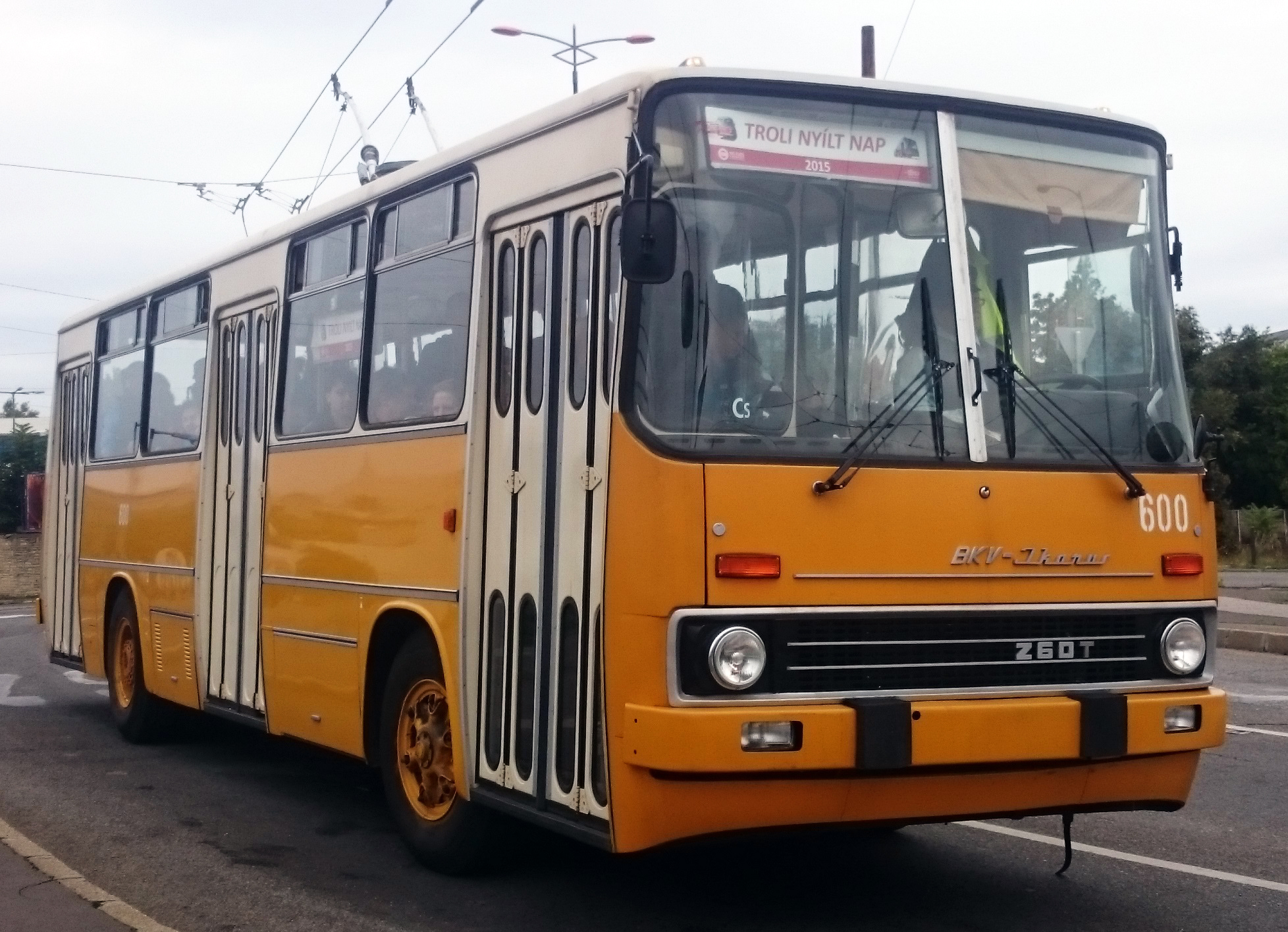
A hatszázas 2015 szeptemberében

Hazai gyártó hiányában és a külső országokból történő behozatalt elkerülve a BKV saját fejlesztésű szóló trolibusz építésébe kezdett az egyik 1975-ben leselejtezett ZiU–5D típusú trolibusz elektromos-berendezésével és motorjával, illetve az Ikarus által pár évvel korábban bemutatott 260-as típus tervei alapján. A sárga-fehérre fényezett 600-as pályaszámú jármű már 1975 februárjától szállított utasokat, először a 70-es vonalon, azonban állományba ténylegesen csak egy évvel később került. A korábbi szólótípusoktól eltérően jobb rugózással és fordulékonysággal rendelkezett, nagyméretű ablakokkal lett felszerelve (panorámaablakos), tág utastere kényelmesebb és gyorsabb utasáramlást is eredményezett. A prototípust ennek ellenére nem követte sorozatgyártás, mivel a Szovjetunió a ZiU–9B típusú trolijait a házi Ikarusok árának kevesebb, mint a feléért kínálta, így a BKV inkább a szovjet trolik vásárlását támogatta. 1976 közepén a megszokott piros-fehér flottaszínre fényezték át. 1995 augusztusáig közlekedett menetrend szerinti forgalomban, ezt követően félreállították, végül leromlott vázállapota miatt 2006-ban elbontották. A nosztalgiaállományt gyarapító replika 2007-re készült el a DZE–801 forgalmi rendszámú autóbusz átalakításával, tükrözve az eredeti trolibusz 1974-es állapotát.

#### ZiU–9

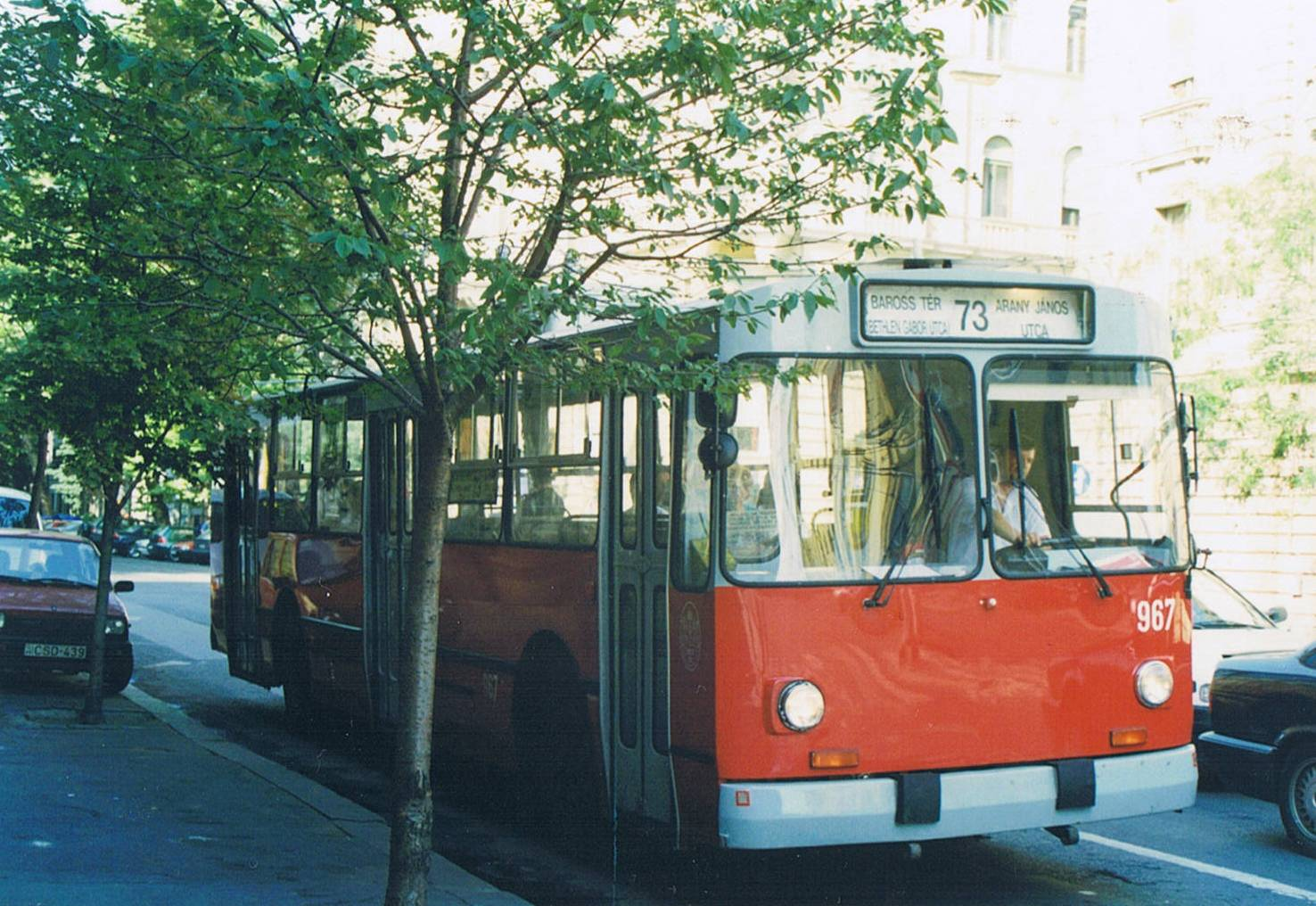
2001 júliusában a 73-as vonalon

1974-ben, miután a Fővárosi Tanács elvetette a budapesti trolibusz-közlekedés felszámolását, jelentős méretű járműpark-csere vette kezdetét: 1975 és 1984 között 173 darab (800–972) érkezett a magyar fővárosba a ZiU–5-ösök korszerűsített változatából, a ZiU–9-esekből. Beszerzésüket az tette lehetővé, hogy a BKV–Ikarus kooperációban létrejött 260T trolinál másfélszer olcsóbban tudott trolibuszokat előállítani az Urickij gyár, így kedvezőbb ajánlatnak bizonyultak a szovjet trolik. A különböző évjáratú járművek között eltérő tulajdonságok is megfigyelhetőek voltak (pl. lámpatest-csere, vezetőállás), azonban az 1980-as években a BKV egységesítette a kocsik arculatát, így megszűnt a kocsik közötti eltérés. Az utolsó troli, a 972-es pályaszámú ZiU–9V társainál erősebb motorral volt felszerelve. Ezt a BKV 1984-ben azért szerezte be, mert ekkor még tervezték a budai trolibuszhálózat megépítését, és ezeken a vonalakon nagyobb teljesítményű járműveket kívánt üzemeltetni. Később a trolit társaihoz hasonlóan ZiU–9B típusúvá építették át. A legnagyobb példányszámú budapesti trolibusztípus selejtezése igen hamar megkezdődött: az 1980-as években 25, a ’90-es években további 77, majd 2012 szilveszteréig az összes eltűnt az utcákról. Érdekesség, hogy bár 173-at vásárolt a típusból a BKV, mégis eggyel több szolgált Budapesten: 1997-ben javításra került Szegedre a 887-es troli, azonban annak rossz állapota miatt az SZKT selejtezésre kijelölt 9–138-as kocsijába építették át a BKV-s alkatrészeket (pl. főáramkörű szervó) és ezt küldték vissza Budapestre 887-es kocsiszámmal. A szovjet trolikból hármat őriztek meg: a 927-es nosztalgiajárműként, a 929-es és a 938-as pedig belszolgálati járműként funkcionál a járműállományban.

#### Ikarus–ZiU 280T

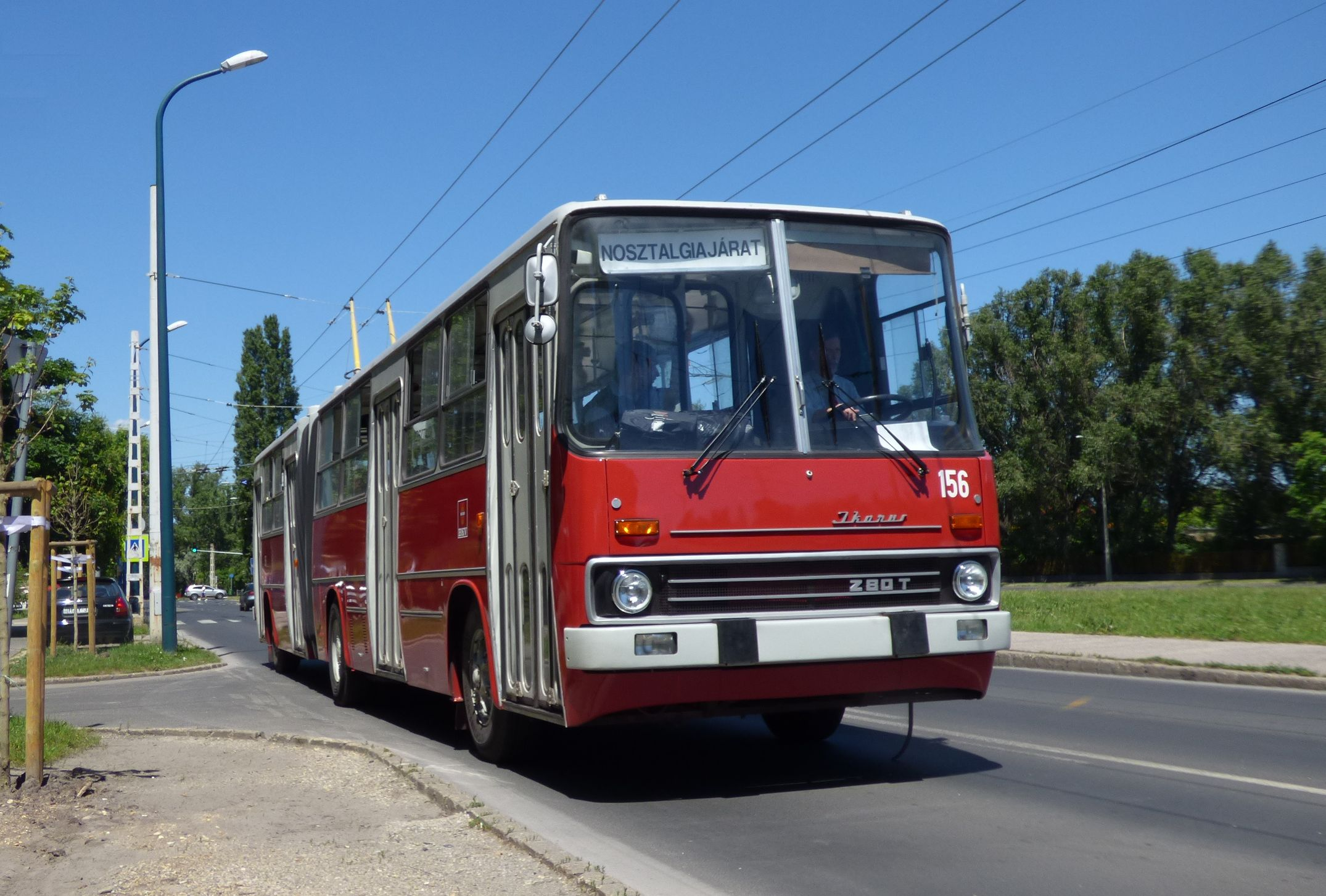
A 156-os nosztalgiatroli

Az Ikarus 280-as autóbusztípus troliváltozatának története ugyanúgy kezdődött mint a 260.T1 trolibuszé: még 1975-ben elkészült az első példány Ikarus–BKV–ZiU 280.T1 típusjelzéssel, majd miután befejezte a próbafutásait, 1976 legelején a BKV 100-as pályaszámmal vette állományba. A 260.T1-es trolihoz hasonlóan elődeihez képest jobb rugózást, nagyobb ablakokat és tágas utasteret kapott. A 600-as (260.T1) trolival ellentétben a 280-as trolikból sorozat is készült, ugyanis a KGST-tagországok közül semelyik sem tudott csuklós trolibuszt előállítani (a ZiU–9-es csuklós változatát, a ZiU–10-et csak 1986-tól gyártották sorozatban), így a BKV első ízben 55-öt (101–155), majd két évvel később, 1978-ban 23-at (156–178) készített el az Ikarusszal közösen Ikarus–BKV–ZiU 280.91T néven. A kocsiszekrényeket az Ikarus gyártotta, ezt követően pedig a BKV házilag építette be a járművekbe a fokozatosan selejtezésre került ZiU–5-ösök villamos-berendezését. Öt kocsi (101, 102, 104, 122, 155) kísérleti járműként is szolgált, többek között segédhajtással történő önjárást teszteltek egyes trolikon. A 100-as trolik selejtezése 1986 és 1995 között történt meg, ezeket az Ikarus–GVM trolik váltották fel.
Az 1980-as évek végén a BKV Kísérleti Üzem egyedi Ikarus 280-as trolit épített a 972-es ZiU–9V elektromos-berendezésével (vagy azzal megegyezővel) Ikarus–Obus 280.91T néven. Társaihoz képest villamosféke erősebb lett, viszont alkalmanként megnőtt a késedelmi ideje (később fékezett), néha pedig blokkolásig fékezte a hajtott kerekeket, emiatt erősen balesetveszélyessé vált. 1996-ban GVM-berendezést kapott és 283-asra számozták át. 2014-ig forgalomban volt, ekkor nosztalgiajárműnek lett kijelölve, és az egykori 156-os troli berendezéseit építették bele.

#### Ikarus 284T
Az Ikarus 284-es tolócsuklós autóbusz háromfázisú aszinkronmotoros troliváltozatából mindössze egy darab készült, azonban egykor ez is gyarapította a BKV flottáját. A kocsiba a finn Strömberg gyártott tirisztoros invertert (más néven váltóirányítót). Mivel a motorját a kocsi hátuljában helyezték el (farmotoros), és a többi 200-as trolihoz képest alacsonyabb padlószinttel rendelkezett, emiatt csak három ajtót kapott. 1990 után pirosra festették, magyar gyártmányú áramszedőt kapott és 198-as pályaszámon állt forgalomba. Utasforgalomban rövid ideig vett részt, a 80-as viszonylaton szolgált. A kocsit végül 1998-ban leselejtezték és szétvágták.

#### Ikarus 435T

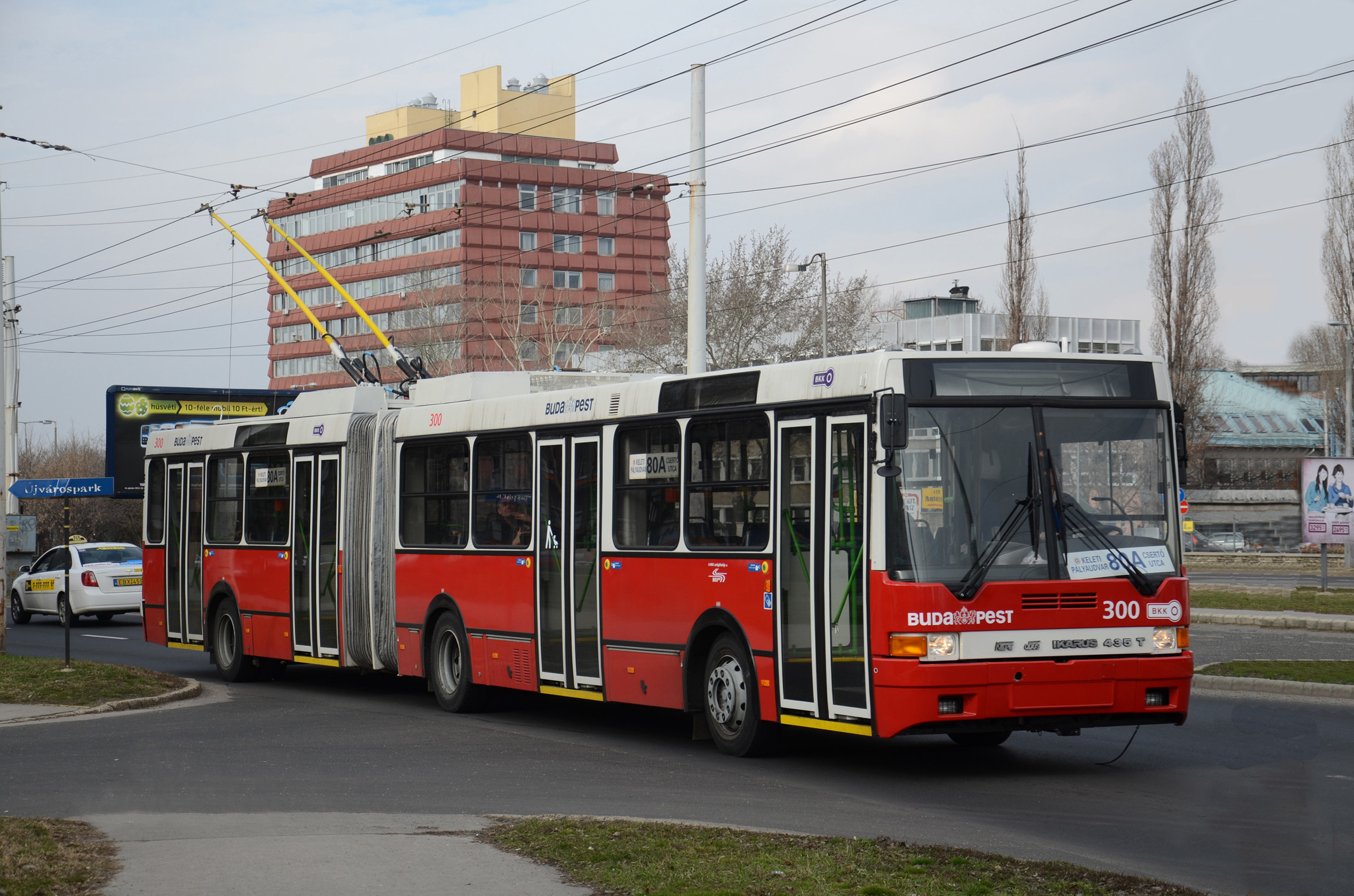
Ikarus 435.81F a Csertő utcában

1994 és 1996 között a BKV 15 darab Ikarus 435.81 típusú trolibuszt vásárolt a 100-as széria kiváltása érdekében. A járművek 300–314-es pályaszámmal álltak forgalomba, elsőként a 75-ös, 77-es, 80-as, 81-es és 82-es vonalon. A buszváltozattal (Ikarus 435) ellentétben a motort a B tengelynél helyezték el, így a jármű húzócsuklós lett. A kocsikba a német Kiepe cég háromfázisú aszinkronos technológiája került beépítésre az Obus Kft. közreműködésével az addig megszokott Ganz elektronika helyett. Eredetileg 149 kW-os motorral szerelték fel a járműveket, azonban alacsony teljesítményük miatt 200 kW-osra cserélték ezeket. A trolikat 2003 és 2015 között modernizálták: új kijelzővezérlőt (Vultron) és mikroprocesszoros vezérlést kaptak, továbbá vázjavításon és utastér-átalakításon estek át. Azoknak a típusjelzése, amelyek központi CAN-buszos (RS-485) diagnosztikai rendszert kaptak (301–304, 306, 314), Ikarus 435.81M-re, míg az RS-485-től eltérő rendszerrel felszerelteké (300, 305, 307–312) Ikarus 435.81F-re módosult. A 313-as és 314-es kocsi felújítása több éven át tartott, azonban míg a 314-est átalakították, addig a 313-as újbóli működésképessé tétele az alkatrészek hiányában költségesnek bizonyult, így ezt a járművet 2014-ben (a felújítás befejezése nélkül) selejtezték. Az utolsó járművek 2023. március 10-én búcsúztak az utasforgalomból.

#### MAN NGE152
A BKV első használt trolijait 2011-ben vásárolta meg a cég a németországi Eberswaldeből. A trolibuszok a MAN leányvállalatának, az ÖAF Gräf&Stift névjegye alatt készültek 1993–94-ben. A honosítás folyamán többek között BKV-flottaszínt, új kijelzőket, megújult műszerfalat és elektronikát, illetve nagyobb elhúzható ablakokat kaptak. A BKV Zrt. a trolikat 2012–13-ban vette állományba 350–364 pályaszámon, vásárlásuk célja az elöregedett ZiU–9-es kocsik leváltása volt. Ez utóbbi 2013 legelején le is zajlott, azonban az addigra forgalomba állított hat MAN-trolival a BKV nem tudta biztosítani a szükséges járműkiadást, így az ekkor bevezetett járatritkítás felháborodást váltott ki. 2017 szeptemberéig a cég öt kocsit leállított, legtöbbnél váztörésre hivatkozva. A 2016-ban megkezdett ráncfelvarrás kereteiben több kocsi is Solaris–Škodákhoz hasonló fényezést kapott. Az utolsó példányok 2023. március 10-én fejezték be fővárosi pályafutásukat.

### Járműtesztek

#### Ganz–Solaris Trollino 18

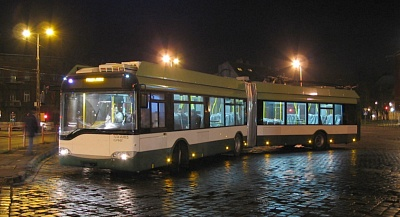
A római troli a Moszkva téren

A római trolihálózatra szánt 30 darab, 2004-ben gyártott Ganz–Solaris Trollino 18 típusú trolibuszok próbafutáson is részt vettek a budapesti hálózaton. A kocsik sikeresen szerepeltek, ugyanis a BKV 2004-ben kiírt tenderét a Ganz-Transelektro és a Solaris koprodukciója nyerte, ami következtében a tesztjármű (12 méteres) szóló változatából 16 érkezett Budapestre. 2015 óta a Škoda közreműködésével készült Trollino 18-asokból 66 darab fut a magyar fővárosban.

#### Neoplan N6121
A Neoplan N6121 típusú alacsony padlós duóbusz engedélyét Svájcban már 2005-ben, mindössze hároméves szolgálat után bevonták két korábbi tűzeset miatt, ezt követően pedig a lausanne-i közlekedési cég eladásra kínálta a 26 darab Neoplan-troliját. 2007 júliusában a 816-os pályaszámú jármű egy hónapos tesztüzemre érkezett Budapestre, ami végül vásárlás nélkül zárult le. A jármű utasforgalmi időszakban a 80–81-es vonalon közlekedett.

#### SZKT–ARC Tr 187/TV.EU
2010. szeptember 27. és október 3. között a Szegedi Közlekedési Társaság (SZKT) 2009–10-ben házilag gyártott, alacsony padlós, T-660-as pályaszámú csuklós trolibusza tesztüzemre érkezett a magyar fővárosba. Az egyhetes teszt során a troli a 80A viszonylaton szállított utasokat, azonban a sikeres teszt ellenére a BKV Zrt. nem tartott igényt a típusra.

### Belszolgálati munkagépek

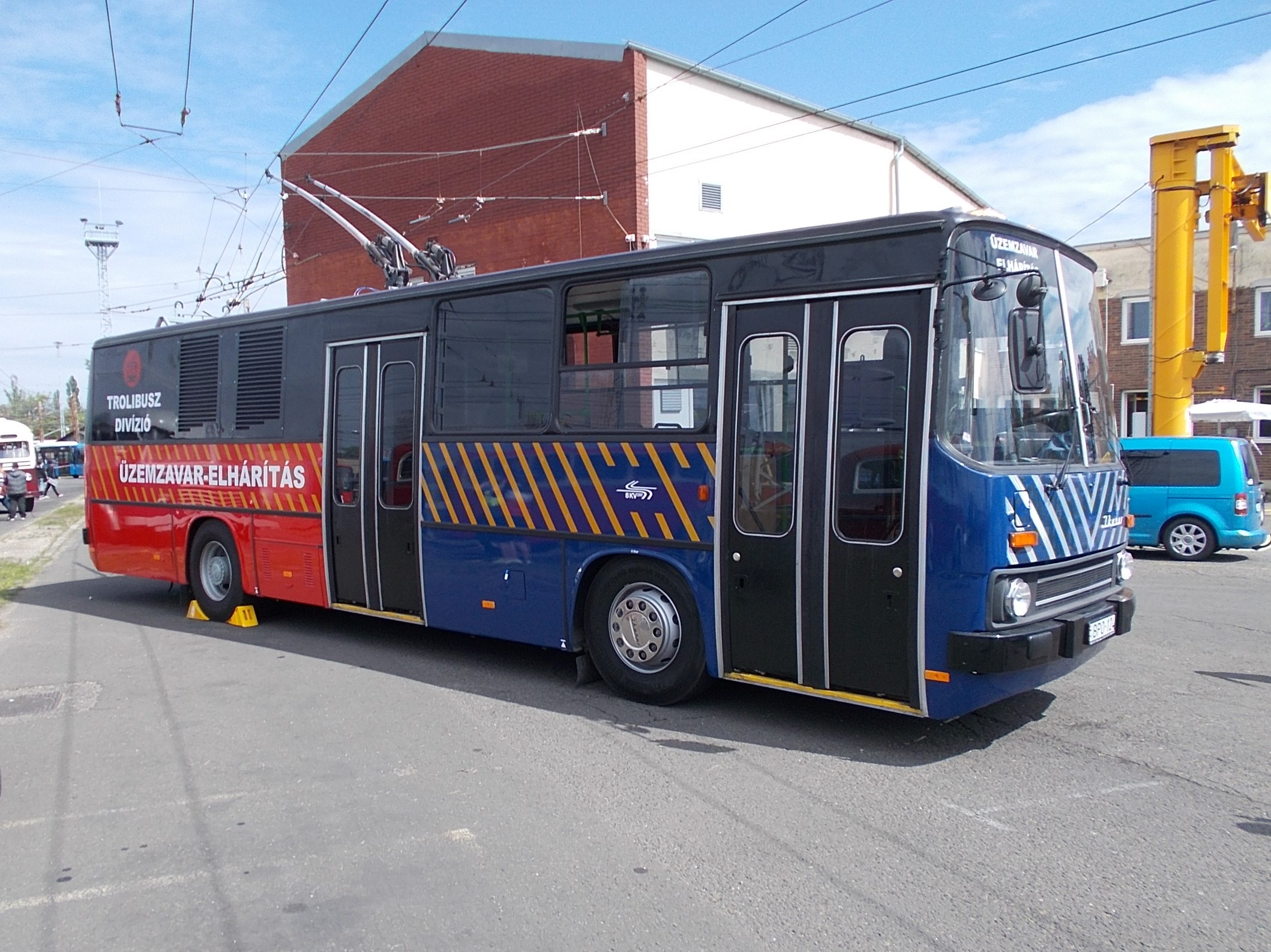
A BPO–124-es munkagép

1995-ben a BKV a felsővezeték-hálózat jégmenetesítésére a korábbi BU 88–41-es rendszámú Ikarus 260-as autóbuszból ún. törető kocsit alakított ki, ezt 295-ös pályaszámmal látták el. A jármű dízelmotorral közlekedett – természetesen belszolgálati járműként utasok nélkül – és fagyállót permetezett a felsővezetékre, hogy a GVM-trolik is tudjanak a téli időjárás alatt közlekedni. 2022–23-ban három, szintén korábbi 260-as autóbuszokból alakították ki a troliüzem új törtetőjárműveit. Az alábbi járművek utasforgalomban nem vesznek részt:
- BPO–124: eredetileg BU 09–46 rendszámmal, majd 2000-től jelenlegi rendszámával közforgalomban részt vett autóbusz volt.[199] 2021-es állományból törlése után törető járművé alakították.[201]
- NWZ–774: eredetileg BU 21–26 rendszámmal, majd 1999 és 2016 között BPI–205 rendszámmal közforgalomban részt vett autóbusz volt.[199] 2017-ben a jelenlegi rendszámával ismét állományba vették, de 2022-ben törölték, majd ezután egyéb állományba helyezték át és törető járművé alakították át.[202]

## Trolibuszvonalak
| 70  | Erzsébet királyné útja, aluljáró | Kossuth Lajos tér M                | 1949. december 21.  | GST12, IK412T, SST12, SST18 | Munkanapokon 20 óra után, hétvégén és ünnepnapokon egész nap                                                                                                |                                                                      |
| 72  | Zugló vasútállomás (Hermina út)  | Orczy tér                          | 1952. október 26.   | SST18                       | Munkanapokon 20 óra után Zugló vasútállomás és a Ferdinánd híd között; hétvégén és ünnepnapokon a Horváth Mihály tér és az Orczy tér közötti szakaszon is   |                                                                      |
| 73  | Kápolna tér                      | Nyugati pályaudvar M               | 1952. október 26.   | SST12                       | Teljes üzemidőben |                                                                      |
| 74  | Csáktornya park                  | Károly körút (Astoria M)           | 1977. április 30.   | SST12                       | Munkanapokon 20 óra után, hétvégén és ünnepnapokon egész nap                                                                                                |                                                                      |
| 75  | Puskás Ferenc Stadion M          | Jászai Mari tér                    | 1954. december 31.  | SST18                       | Munkanapokon 20 óra után, hétvégén és ünnepnapokon egész nap                                                                                                |                                                                      |
| 76  | Keleti pályaudvar M              | Jászai Mari tér                    | 1955. április 26.   | SST12, SST18                | Munkanapokon 20 óra után, hétvégén és ünnepnapokon egész nap                                                                                                |                                                                      |
| 77  | Puskás Ferenc Stadion M          | Öv utca / Egressy út               | 1980. augusztus 2.  | IK280T, GST12, SST12, SST18 | Teljes üzemidőben |                                                                      |
| 78  | Keleti pályaudvar M (Garay utca) | Kossuth Lajos tér M                | 1955. május 16.     | GST12, IK412T, SST12        | Munkanapokon 20 óra után, hétvégén és ünnepnapokon egész nap                                                                                                |                                                                      |
| 79  | Keleti pályaudvar M              | Dagály utcai lakótelep             | 1957. február 1.    | SST12                       | Teljes üzemidőben |                                                                      |
| 80  | Keleti pályaudvar M              | Örs vezér tere M+H                 | 1979. április 4.    | IK280T, SST18               | Csak hétvégén és ünnepnapokon |                                                                      |
| 81  | Örs vezér tere M+H               | Mexikói út M                       | 2025. június 21.    | SST12                       | Teljes üzemidőben | A viszonylat a 82-essel ellentétben a Miskolci utca felé közlekedik. |
| 82  | Örs vezér tere M+H               | Mexikói út M                       | 1980. január 3.     | SST12, SST18                | Teljes üzemidőben | A viszonylat a 81-essel ellentétben a Róna utca felé közlekedik.     |
| 82A | Örs vezér tere M+H               | Erzsébet királyné útja / Róna utca | 2022. március 16.   | SST18                       | Teljes üzemidőben | Munkaszüneti napokon nem közlekedik.                                 |
| 83  | Fővám tér M                      | Népliget M                         | 1983. augusztus 15. | SST12                       | Munkanapokon 20 óra után a Népliget és a Fővám tér között, ellenirányban a Horváth Mihály tér és a Népliget között; hétvégén és ünnepnapokon teljes vonalon |                                                                      |

| 7     | Vörösvári út                            | Óbudai temető             | Ganz, MÁVAG–BBC                                                  | 1933–1935       | Jelzése 1935-ben „T”-re módosult. |
| 70A   | Kossuth Lajos tér                       | Murányi utca              | Ikarus 60T                                                       | 1953–1956       | Jelzése 78-asra módosult. |
| 71    | Balatoni utca                           | Erzsébet királyné útja    | Ikarus 60T és/vagy MTB–82                                        | 1951–1956       | Önálló szakasza a forradalom során megrongálódott, így a járat megszűnt.                                                                         |
| 71    | Marx tér                                | MÁV kórház                | ZiU–9                                                            | 1957–1979       | |
| 72M   | Zugló vasútállomás (Hermina út)         | Orczy tér                 | Solaris Trollino 18                                              | 2020–2023       | Az M3-as metróvonal felújítása idején a 72-es jelzést a 72M váltotta fel, ekkor a járat útvonala állandó jelleggel az Orczy térig hosszabbodott. |
| 73M   | Keleti pályaudvar M                     | Deák Ferenc tér M         | Solaris Trollino 12                                              | 2020–2022       | Az M3-as metróvonal felújítása idején a 73-as jelzést a 73M váltotta fel, ekkor a járat útvonala a Deák térig hosszabbodott.                     |
| 74    | Curia utca                              | Orczy tér                 | Ikarus 60T, MTB–82, ZiU–5                                        | 1953–1973       | Pótlására 9Y jelzéssel autóbuszjárat indult. |
| 74A   | Kálvin tér                              | Orczy tér                 | Ikarus 60T, MTB–82                                               | 1954–1955       | Jelzése 77-re módosult. |
| 74B   | Puskás Ferenc Stadion M                 | Károly körút (Astoria M)  | Škoda-Solaris Trollino 18                                        | 2015–2016       | Ideiglenes „Fénytrolibusz” |
| 75A   | Thököly út                              | Népliget                  | Ikarus 60T, Ikarus 280T                                          | 1955–1976       | |
| 75A   | Népstadion, metróállomás (Ifjúság útja) | Népliget, metróállomás    | Ikarus 280T                                                      | 1993–1995       | Az 1-es villamos meghosszabbítása miatt szűnt meg.                                                                                               |
| 75A   | Puskás Ferenc Stadion M                 | Jászai Mari tér           | SST18                                                            | 2024–2025       | Sűrítő betétjárat a 75-ös trolibusz kőbányai tesztüzeme alatt.                                                                                   |
| 77    | Kálvin tér                              | Orczy tér                 | Ikarus 60T                                                       | 1955–1963       | |
| 78    | Váci út                                 | Alpár utca (Cserhát utca) | Ikarus 60T és/vagy MTB–82                                        | 1955–1956       | Kihasználatlanság miatt megszűnt. |
| 79M   | Keleti pályaudvar M                     | Dagály utcai lakótelep    | Solaris Trollino 12                                              | 2020–2023       | Az M3-as metróvonal felújítása idején a 79-es jelzést a 79M váltotta fel, ekkor a járat útvonala a Dagály utcai lakótelepig hosszabbodott.       |
| 80A   | Keleti pályaudvar M                     | Csertő utca               | Ikarus–GVM 280.94T, Ikarus 435T, MAN NGE152, Solaris Trollino 18 | 2008–2021       | Kizárólag a munkanapi csúcsidőszakokban közlekedett.                                                                                             |
| 80–81 | Baross tér, Keleti pályaudvar           | Örs vezér tere            | Ikarus–GVM 280.94T, Ikarus 435T                                  | 2004–2005, 2007 | Ideiglenes járat az M2-es metró felújítása idején.                                                                                               |
| 81    | Fischer István utca                     | Örs vezér tere            | Ikarus–GVM 280.94T, SST18                                        | 1979–2025       | Kizárólag egy irányban közlekedett. |
| 83M   | Fővám tér M                             | Népliget M                | Solaris Trollino 12                                              | 2022–2023       | Az M3-as metróvonal felújítása idején a 83-as jelzést a 83M váltotta fel, ekkor a járat útvonala a Népligetig hosszabbodott.                     |
| 89    | Kálvin tér                              | Orczy tér                 | Ikarus–GVM 280.94T, Ganz–Solaris Trollino                        | 2007–2010       | Az M4-es metró építése alatt pótolta a 83-as trolibuszt.                                                                                         |
| CITY  | Lehel tér M                             | Fővám tér M               | Solaris Trollino 12                                              | 2018–2020       | Csak szombaton és munkaszüneti napokon közlekedett (a 15-ös és 115-ös busz betétjárata volt).                                                    |
| M2A   | Kossuth Lajos tér M                     | Deák Ferenc tér M         | Solaris Trollino 12                                              | 2018            | Az M2-es metró Kossuth téri állomásának lezárása idején egyes hétvégéken trolik jártak a metrópótló vonalán.                                     |
| T     | Vörösvári út                            | Óbudai temető             | Ganz, MÁVAG–BBC                                                  | 1935–1944       | A második világháború okozta károk miatt megszűnt, pótlására buszjárat indult.                                                                   |

### Elsőajtós felszállás

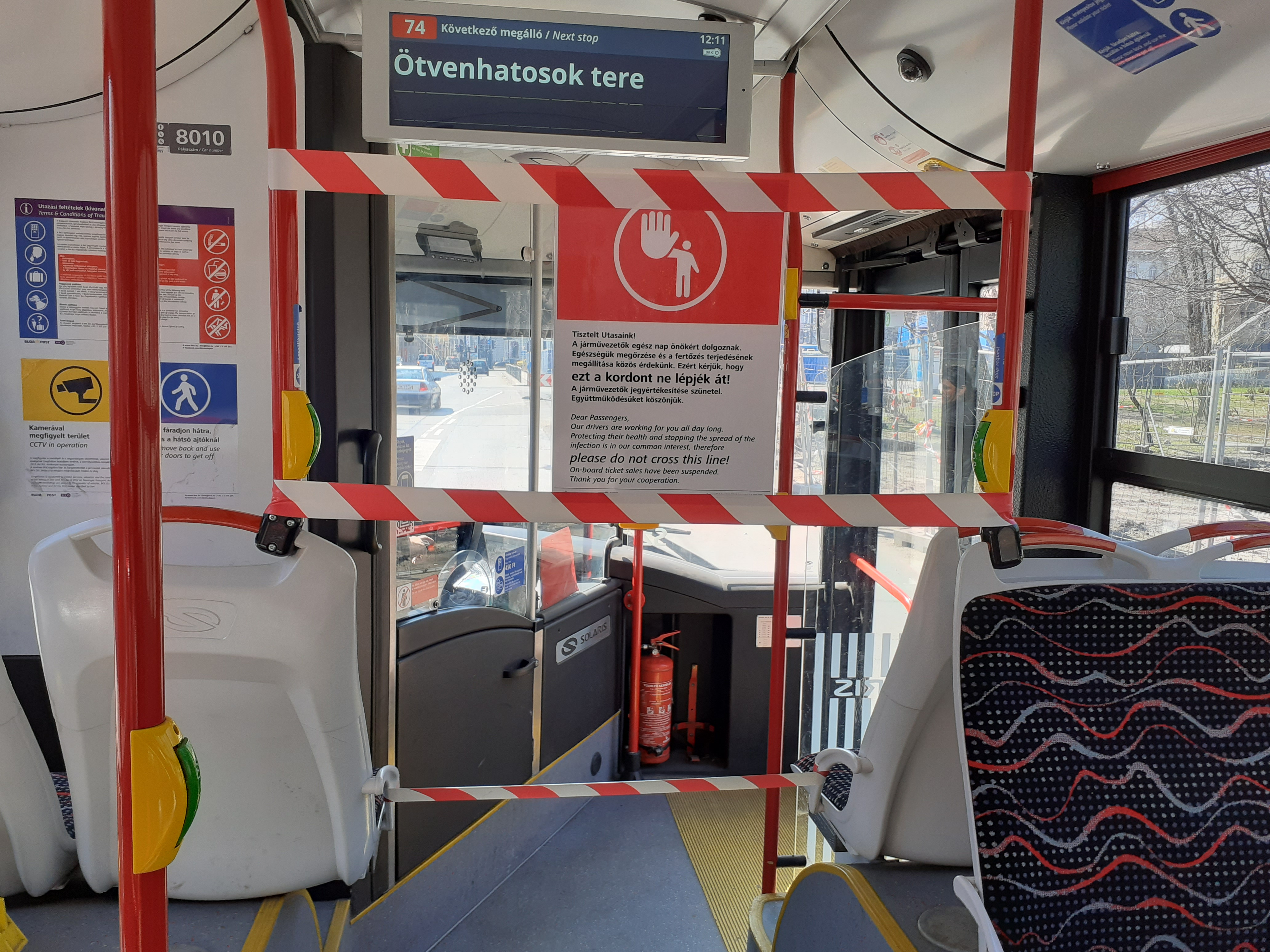
Kordonnal elzárt utastér 2020 márciusában

Az elsőajtós felszállást a budapesti trolivonalak közül elsőként a 73-as és 79-es viszonylaton vezették be, 2013. március 23-án. Fél évvel később a 72-es, a 74A, a 77-es és a 82-es viszonylatra is kiterjesztették a rendszert. 2016 júniusában a 70-es, 74-es, 76-os és 78-as vonalakon is életbe lépett, viszont ezeken csak hétvégén és ünnepnapokon. 2017-ben és 2018-ban a Szabadság híd lezárása idején, illetve 2017 augusztusa és októbere között a 72-esen csak hétköznapokon volt érvényben a rendszer. 2019 augusztusától a 72-es troli hétvégente, majd 2020 novemberétől (2023-ig 72M jelzéssel) minden nap ismét az Orczy térig közlekedik, az elsőajtós felszállás minden nap Zugló vasútállomás és Báthory utca / Bajcsy-Zsilinszky út között van érvényben. A Covid19-pandémia okán 2020. március 16. és június 14. között, illetve 2021. március 29. és május 9. között a járművezetők egészségének védelme érdekében az elsőajtós felszállást felfüggesztették, emellett a trolibuszok elejét kordonnal zárták le, az első felszállósáv és a kordon közötti részre az utasok nem léphettek be. A 83-as trolibuszra 2021. december 4-étől, a 75-ös viszonylatra 2022. január 15-étől, majd 2022. február 12-étől a 72M (2023 óta ismét 72-es) viszonylat józsefvárosi szakaszán hétvégente és ünnepnapokon szintén csak az első ajtón lehet felszállni. A 2022. március 16-án indított 82A betétjáraton a kezdetektől érvényben van a rendszer. 2022 júniusától hétvégente és ünnepnapokon az összes trolibuszjáratra csak az első ajtón lehet felszállni. 2023. május 27-étől a hétvégi időszakokban a 72-es trolibusz belső szakaszán is elsőajtós felszállás van érvényben. 2024. január 19-étől a 70-es, 74-es és 78-as, 2025. május 5-étől pedig a 75-ös, 75A és 76-os trolibuszokra munkanapokon 20 óra után kizárólag az első ajtón lehet felszállni. 2025. május 24-én módosult az elsőajtós felszállás rendje a 72-es és a 83-as viszonylaton is. A június 21-én indított új 81-es viszonylaton szintén csak az első ajtón lehet felszállni.

## Járműtelepek
1933-ban az óbudai 7-es viszonylat átadásakor a trolibuszvonal számára külön járműtelepet nem létesítettek, helyette az Óbuda villamoskocsiszín egy részét kiürítették a trolik számára és itt végezték el azok karbantartását és tárolását. A második világháborúban az akkor már T-nek nevezett járat útvonalán a felsővezetékek jelentős károkat szenvedtek, ezért a helyreállítás helyett az óbudai trolibusz felszámolása mellett döntöttek.

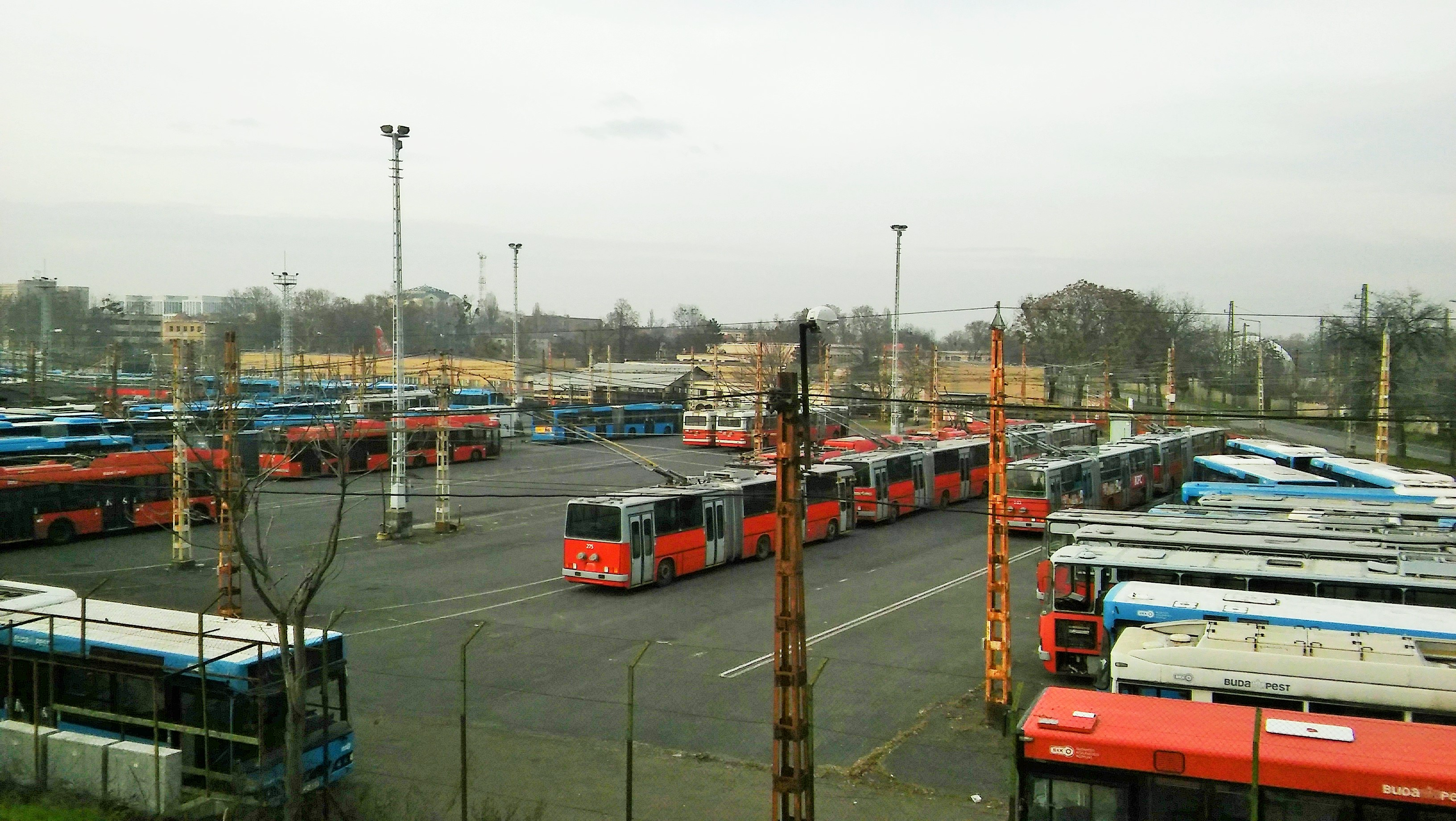
A Zách utcai telephely látképe a 37-es villamos Salgótarjáni utcai töltéséről 2022-ben

1949-ben a pesti 70-es trolibuszvonal megnyitásakor az FVVV (későbbi nevén FVV) a Damjanich utcai forgalmi telepet a trolibuszüzemnek adta át. 1953-tól a trolibuszok nagyjavítását a Pálffy telepen (a Margit híd budai hídfőjének környékén) végezték. Felsővezeték híján a trolikat a hálózat és a főműhely között vontatni kellett. A Damjanich utcai telephely szűkös kapacitása miatt 1955. augusztus 18-án a Baross kocsiszínben egy 41 kocsi tárolására alkalmas garázst alakítottak ki, ami a törzshálózattól függetlenül működő Baross utcai viszonylatokat (74, 77) látta el, majd miután 1968-ban a Baross téri felüljáró építésével megszűnt az összeköttetése a Damjanich teleppel, a trolikat a 74-es 1973. évi megszűnéséig véglegesen itt tárolták. A Baross kocsiszínbe történt átcsoportosítással csak kis mértékben enyhült a helyzet a Damjanich utcában (1957-ben 206 trolit tároltak itt; ez a 2024-es állomány közel másfélszeresét jelenti), így 1958-ban döntés született egy trolibuszgarázs létesítéséről a kőbányai Pongrácteleptől északra fekvő Auguszta-telep helyén, a Zách utca–Salgótarjáni út–Pongrác út által határolt területen. A 26 000 m2 méretű alapterületen elterülő Pongrác, mai nevén Kőbányai garázst 1962-ben nyitották meg, teljes átadására (C épület és raktár) 1964-ben került sor. Az új troligarázs megnyitásával a járműpark egy részét ide helyezték át, ezzel végleg megszűnt a Damjanich telepen a zsúfoltság. A Kőbányai garázs az 1970-es és 1980-as években rekonstrukción esett át, ekkor korszerűsítették a fűtésrendszert, a tároló terület térvilágítását és a karbantartás gépi berendezéseit, illetve szociális helységet alakítottak ki a C épületnél. Ezzel együtt az új garázs egyre inkább átvette a Pálffy telep szerepét, ami emiatt az 1990-es évek legelején véglegesen bezárt. 1997-ben a Damjanich telepet is felszámolták, így a trolibuszhálózat teljes tevékenységi körét a Kőbányai garázs vette át. A Belvárosi (korábbi nevén Récsei) garázs bezárása óta – 2000-től – autóbuszokat is tárolnak itt. Ezek ellátásához egy mobil gázolajkutat és egy speciális füstgázelszívó berendezést is létesítettek a telephelyen.

## Érdekességek
- A 2025-ben megszüntetett 81-es viszonylat az egyetlen egyirányú trolibuszvonal a hálózat történetében.
- A 79-es vonalon vezették be először a menetrend szerinti önjáró üzemet 2013 júniusában a Visegrádi utca és a Kárpát utca közötti szakaszon,[9] itt 2020 októberéig közlekedtek a járművek.[114] A 2025. júniusi állapot szerint az alábbi megállóhelyek között szükséges – felsővezeték hiányában – akkumulátoros segédüzemben közlekednie a trolibuszoknak: 72: Báthory utca / Bajcsy-Zsilinszky út – Szentkirályi utca;[229] 73: Kápolna tér – Hős utca, és Nyugati pályaudvar (Podmaniczky utca) → Ferdinánd híd (Izabella utca); 79: Dráva utca – Dagály utcai lakótelep; 81: Miskolci utca / Szugló utca – Sárrét park; 82: Uzsoki Utcai Kórház – Mexikói út; 83: Kálvária tér – Népliget.
- 2013. december 14–15-én, a fővárosi trolibuszközlekedés 80. évfordulója alkalmából a Vörösvári út és az Óbudai temető között ünnepi menetet indított a BKK: a 359-es pályaszámú trolibusz mindkét nap 10 és 15 óra között közlekedett, önjáró üzemmódban.[230][231] A troli csak a két végállomáson állt meg.[231] 2018-ban, a 85. évfordulón a 9000-es pályaszámú Škoda–Solaris Trollino 12-es troli közlekedett az összes köztes megállót kiszolgálva, N7-es jelzéssel.[232]
- 2014-ben a karácsonyi fényvillamos sikerei után a BKV egy LED-világítással feldíszített ZiU–9-es trolibuszt is indított fénytroli néven az év utolsó heteiben.[233] 2015. december 5. és 19. között a 9000-es pályaszámú Solaris troli „Mikulástroli” néven és egyedi arculattal járta a budapesti utcákat; a trolin a BKV és a Mikulásgyár együttműködésében ajándékgyűjtési kampány is volt.[234] Ugyanez a jármű „Fénytroli” néven fényfüzérekkel díszítve járt december 20. és 2016. január 6. között a 74B viszonylaton.[235] A 2016 óta minden évben közlekedik a Mikulástroli a főváros különböző trolibuszvonalain,[236][237] 2018 óta már forgalmasabb belsőbb csomópontok (Blaha Lujza tér, Deák Ferenc tér) érintésével is.[238][239][240][241] 2019-ben újra közlekedett a Fénytroli, majd 2020-ban a csuklós mellett egy szóló Solaris is díszkivilágítást kapott.[240][241]
- 2018-ban elkészült a BKV Zrt. a korábbi Ikarus 263-as buszának T5000-es pályaszámú trolivá alakításával, amit kizárólag járművezetők oktatásához használnak, így utasforgalomban vesz részt.[192][242] Bár szerepelt az Ikarus 263T típus az egykori autóbuszgyár prospektusaiban, mégsem került gyártásba.[243]
- Különféle események (pl. évfordulók) alkalmával a BKV Zrt. nyílt napot is szokott tartani a kőbányai telephelyen, ahol többek között járműbemutató és – érvényes jogosítvány felmutatásához kötött – tesztvezetés is szerepel a programok repertoárjában.[192][244][245][246][247][248]

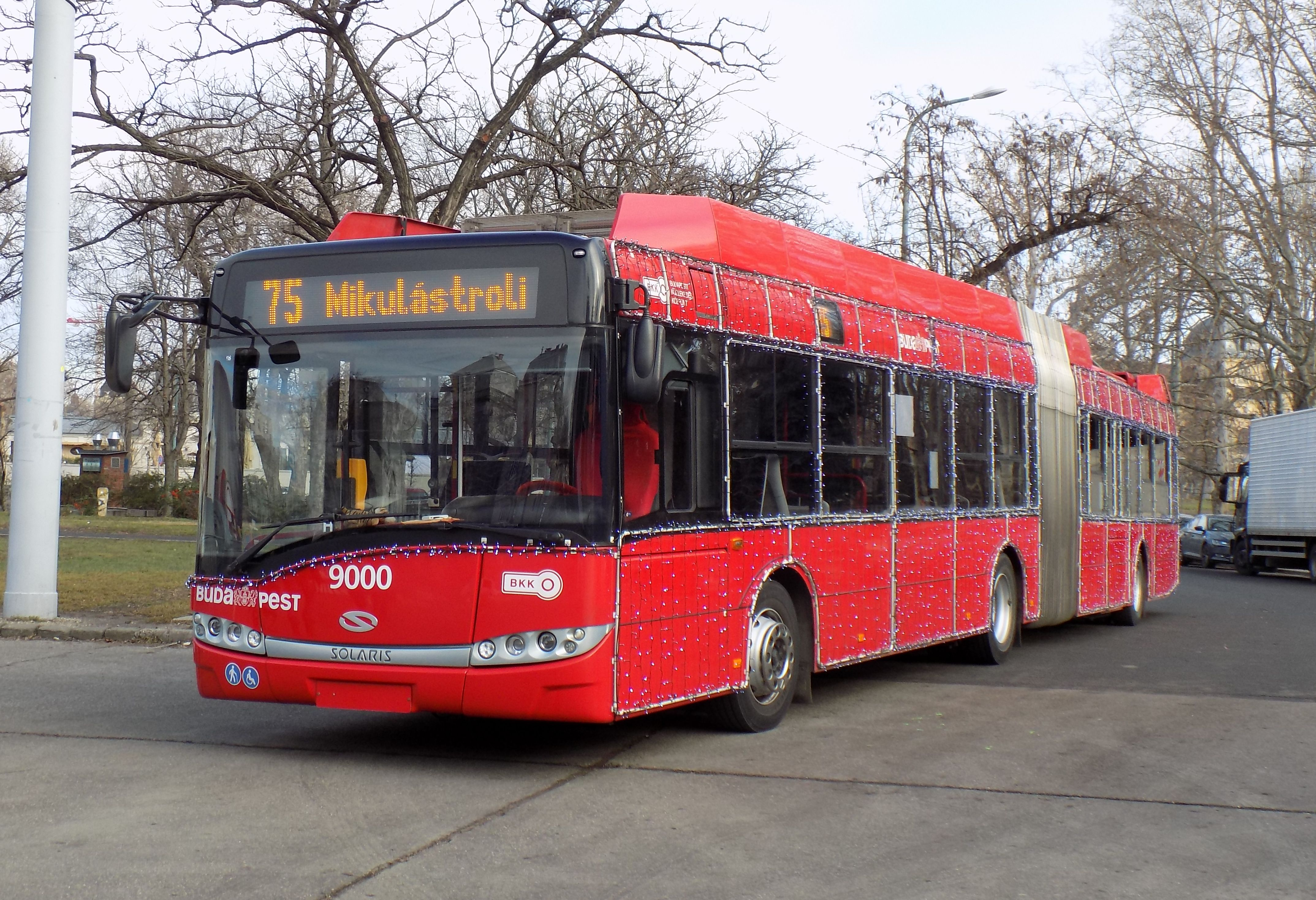
Mikulástroli 2017 decemberében
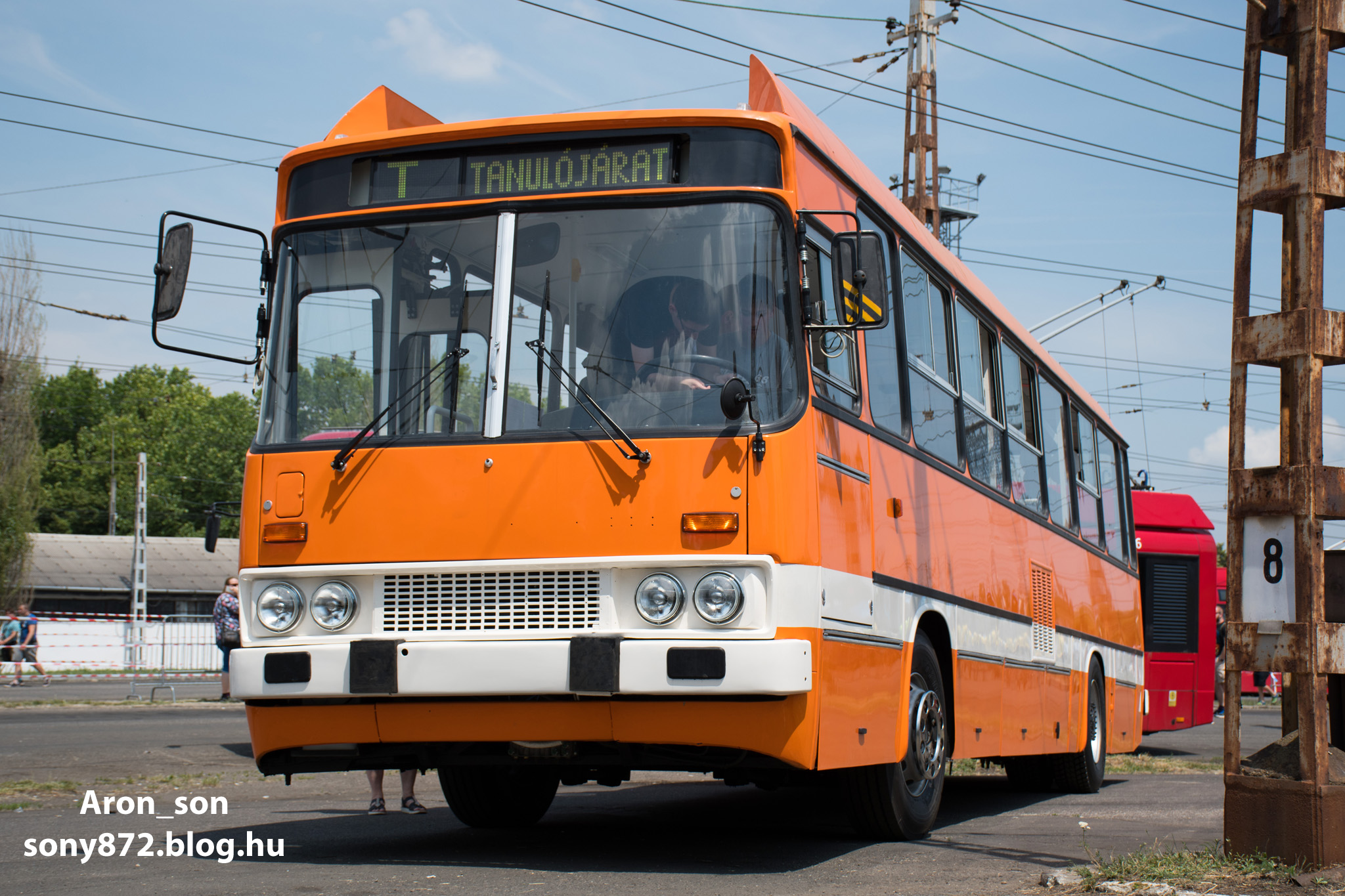
Ikarus 263GT[249] 2018-as pályaszámú trolibuszként a nyílt napon